# Utilizzo di strumenti da parte di non umani

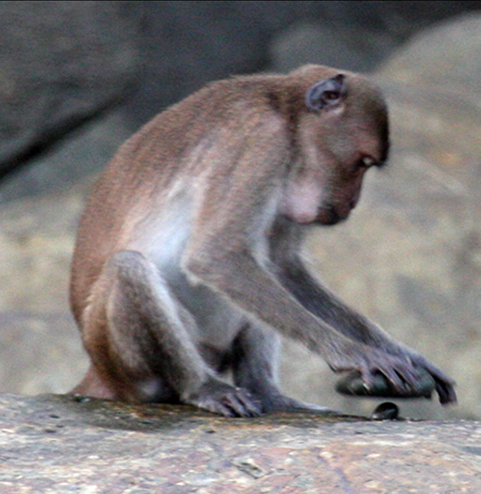
Un macaco cinomolgo che usa una pietra

L'utilizzo di strumenti negli animali si riferisce al comportamento di alcune specie che impiegano oggetti per raggiungere obiettivi specifici, come procurarsi cibo e acqua, curare il proprio corpo, difendersi, comunicare o costruire strutture come tane e nidi. 

## Precisazioni
Originariamente questa era pensata essere un'abilità posseduta solo dagli esseri umani, in quanto l'uso di alcuni strumenti richiede un livello sofisticato di cognizione, nonché un insieme di abilità cognitive diverse che devono essere sfruttate per l’utilizzo dello strumento.
Si discute molto sulla definizione di cosa costituisca uno strumento e quindi su quali comportamenti possano essere considerati veri e propri esempi di utilizzo degli stessi. Si ritiene che un'ampia gamma di animali, inclusi mammiferi, uccelli, pesci, cefalopodi e insetti, utilizzino strumenti.

## Definizioni e terminologia

### Strumento
La chiave per identificare l’uso dello strumento è definire cosa ne costituisce uno. I ricercatori del comportamento animale sono arrivati a diverse formulazioni.
Nel 1981, Beck pubblicò una definizione ampiamente utilizzata di utilizzo degli strumenti. Questo è stato modificato in:
Sono state proposte altre definizioni più brevi:
(Finn, Tregenza, e Norman, 2009)
(Jones e Kamil, 1973)
(Hauser, 2000)
Altri, ad esempio Lawick-Goodall, distinguono tra "uso di strumenti" e "uso di oggetti".
Allo strumento sono stati dati termini diversi a seconda che venga alterato dall'animale o no. Se lo "strumento" non viene tenuto o manipolato dall'animale in alcun modo (ad esempio un animale che usa un'esca per catturare una preda o un bastone per procurarsi cibo), a volte viene chiamato come "proto-strumento".
Quando un animale utilizza uno strumento che agisce su un altro strumento, questo è stato definito uso di un "meta-strumento". Ad esempio, i corvi della Nuova Caledonia utilizzeranno spontaneamente uno strumento corto per ottenere uno strumento più lungo altrimenti inaccessibile che poi consentirà loro di estrarre il cibo da un buco. Allo stesso modo, le scimmie cappuccine barbute utilizzeranno pietre più piccole per allentare ciottoli di quarzo più grandi incastonati nella roccia conglomerata, che successivamente utilizzano come strumenti.
Raramente, gli animali possono usare uno strumento seguito da un altro. Ad esempio, il cebo striato usa pietre e bastoni, o due pietre. Questo procedimento si chiama utilizzo degli strumenti "associativo", "secondario" o "sequenziale".
Alcuni animali usano altri individui per raggiungere uno scopo, in un modo che potrebbe essere interpretato come l'uso di strumenti, ad esempio le formiche che attraversano l'acqua su un ponte di altre formiche o le formiche tessitrici che usano conspecifici per incollare tra loro le foglie. Questi sono stati definiti "strumenti sociali".

### Esempi borderline di utilizzo di strumenti

#### Gioco
Il gioco è stato definito come "un'attività che non ha benefici immediati e che include strutturalmente azioni ripetitive o esagerate che possono essere fuori sequenza o disordinate". Quando il gioco viene discusso in relazione alla manipolazione di oggetti, viene spesso utilizzato in associazione con la parola "strumento". Alcuni uccelli, in particolare corvi, pappagalli e rapaci, "giocano" con gli oggetti. Molti di loro giocano in volo con oggetti come pietre, bastoncini e foglie, lasciandoli andare e riprendendoli prima che raggiungano il suolo. Alcune specie lasciano cadere ripetutamente pietre, apparentemente per godersi gli effetti sonori. Molte altre specie di animali, sia aviari che non aviari, giocano con gli oggetti in modo simile.

#### "Dispositivi" fissi
È ben noto il modo in cui molte averle (Laniidae) infilzano la preda sulle spine. Molti altri uccelli possono usare spine o bastoncini biforcuti per ancorare una carcassa mentre la scorticano con il becco. Si è concluso che "Questo è un esempio di un dispositivo fisso che funge da estensione del corpo, in questo caso degli artigli" ed è quindi una vera forma di utilizzo di uno strumento. D'altra parte, l'uso di spiedi fissi potrebbe non essere un vero e proprio strumento perché la spina (o altri oggetti appuntiti) non viene manipolata dall'uccello. I leopardi eseguono un comportamento simile trascinando le carcasse sugli alberi e intrappolandole nelle biforcazioni dei rami.

#### Uso dell'esca
Diverse specie di uccelli, compresi gli aironi striati (Butorides striatus), mettono il pane nell'acqua per attirare i pesci. Se si tratti di "uso di strumenti" è controverso perché il pane non viene manipolato o trattenuto dall'uccello.
Sono state osservate orche in cattività mentre adescavano e catturavano un uccello con un pesce rigurgitato, oltre a mostrare un comportamento simile in natura.

### Apprendimento e cognizione
L'uso di strumenti da parte degli animali può indicare diversi livelli di apprendimento e cognizione. Per alcuni animali, l’uso degli strumenti è in gran parte istintivo e inflessibile. Ad esempio, il fringuello picchio delle Isole Galápagos utilizza ramoscelli o spine come parte essenziale e regolare del suo comportamento di foraggiamento, ma questi comportamenti sono spesso piuttosto rigidi e non vengono applicati efficacemente in diverse situazioni. I meccanismi che guidano l'uso di altri strumenti, ad esempio l'uso degli strumenti da parte degli scimpanzé, sono ancora dibattuti. Mentre alcuni potrebbero sostenere che comportamenti come l'uso di ramoscelli per "pescare" le termiti, potrebbero essere sviluppati osservando altri usare strumenti e potrebbero anche essere un vero esempio di insegnamento sugli animali, studi con scimpanzé in cattività hanno scoperto che molti di questi comportamenti tipici della specie (inclusa la pesca alle termiti) vengono apprese individualmente da ogni scimpanzé. Gli strumenti possono anche essere utilizzati per risolvere enigmi in cui l'animale sembra vivere un "momento Eureka" (la comune esperienza, generalmente umana, di comprendere improvvisamente un problema o un concetto precedentemente incomprensibile).

## Nei mammiferi
I primati sono ben noti per l'utilizzo di strumenti per la caccia o la raccolta di cibo e acqua, la copertura per ripararsi dalla pioggia e l'autodifesa. 
Gli scimpanzé sono stati spesso oggetto di studio per quanto riguarda il loro utilizzo degli strumenti, poiché questi animali sono spesso tenuti in cattività e sono strettamente imparentati con gli esseri umani. Jane Goodall è stata tra i maggiori studiosi di questo argomento.
L'uso di attrezzi selvatici in altri primati, soprattutto tra gli ominoidi e le scimmie, è considerato relativamente comune, sebbene la sua piena portata rimanga scarsamente documentata, poiché molti primati che vivono in natura vengono osservati principalmente solo a distanza o per brevi periodi quando si trovano nei loro ambienti naturali e vivono senza l'influenza umana. Alcuni nuovi usi di strumenti da parte dei primati possono sorgere in modo localizzato o isolato all'interno di alcune culture di primati uniche, essendo trasmessi e praticati tra primati socialmente connessi attraverso l'apprendimento culturale. Molti ricercatori famosi, come Charles Darwin nel suo libro del 1871 The Descent of Man, hanno menzionato l’uso di strumenti nelle scimmie (come i babbuini).
Tra gli altri mammiferi, sia gli elefanti selvatici che quelli in cattività sono noti per creare strumenti utilizzando la proboscide e i piedi, principalmente per schiacciare le mosche, graffiare, tappare le pozze d'acqua che hanno scavato (per richiuderle in modo che l'acqua non evapori) e raggiungere cibo fuori portata. Oltre ai primati e agli elefanti, molti altri mammiferi sociali sono stati osservati impegnati nell'uso di utensili. Un gruppo di delfini a Shark Bay usa le spugne di mare per proteggere i propri becchi mentre i componenti vanno in cerca di cibo. Le lontre marine utilizzano rocce o altri oggetti duri per aprire i molluschi di cui si cibano (come l'abalone) separando il guscio dalla polpa. Molti (o la maggior parte) dei mammiferi dell'ordine dei carnivori sono stati osservati mentre utilizzano strumenti, spesso per intrappolare le prede o rompere i gusci di esse, nonché per grattarsi e risolvere problemi di vario genere.

### Primati

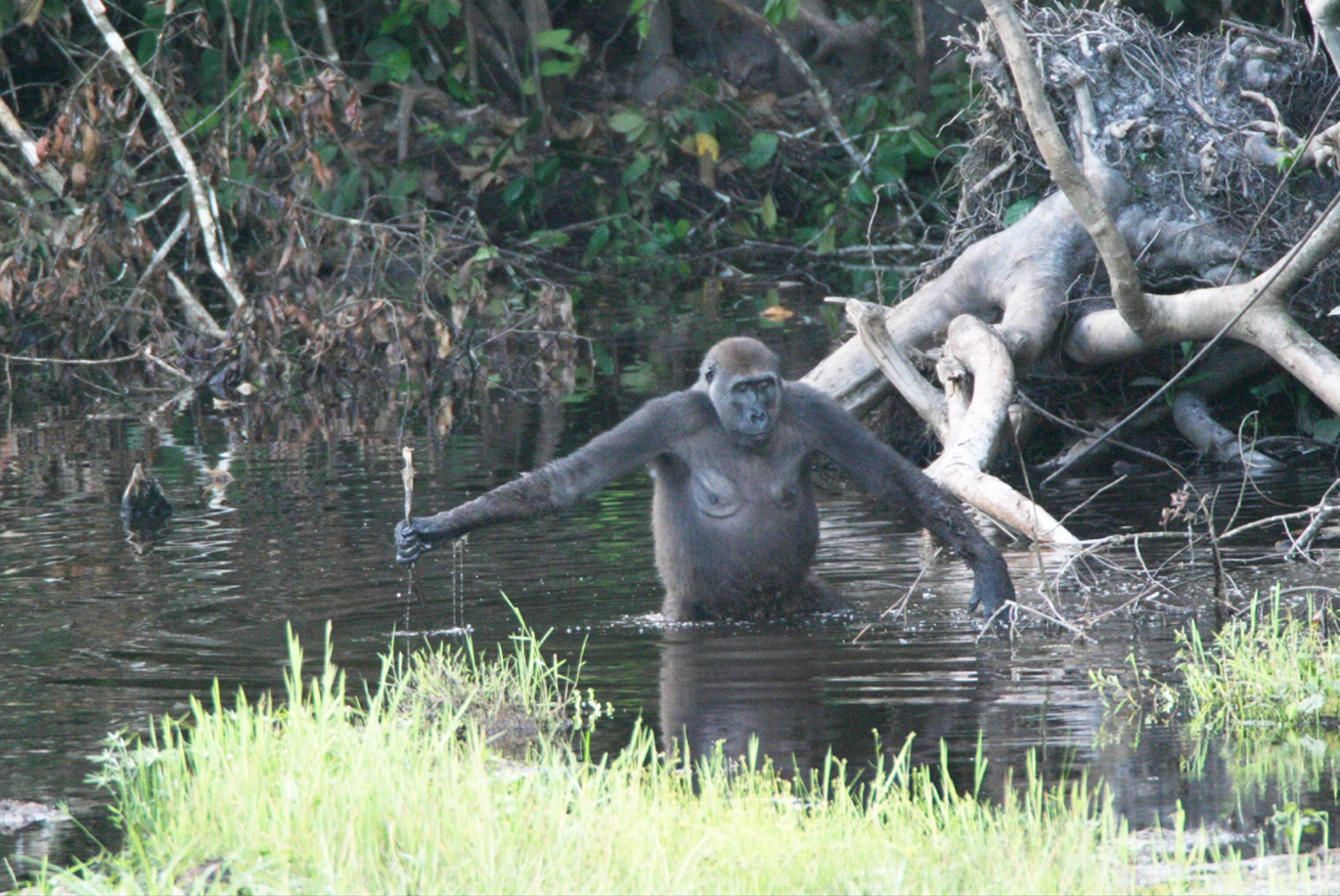
Un gorilla di pianura occidentale utilizza un bastoncino probabilmente per misurare la profondità dell'acqua.

L'uso di strumenti è stato segnalato molte volte sia nei primati selvatici che in quelli in cattività, in particolare nelle grandi scimmie. L'uso degli strumenti da parte dei primati è vario e comprende la caccia (mammiferi, invertebrati, pesci), la raccolta del miele, la lavorazione del cibo (noci, frutta, verdura e semi), la raccolta dell'acqua, la costruzione di armi e ripari.
La produzione di utensili è molto più rara del semplice utilizzo di strumenti e probabilmente rappresenta un funzionamento cognitivo più elevato. Subito dopo aver scoperto l'uso degli strumenti, Goodall osservò altri scimpanzé raccogliere ramoscelli frondosi, strappare le foglie e usare gli steli per pescare insetti. Questa trasformazione di un ramoscello in uno strumento è stata una scoperta importante. Prima di ciò, gli scienziati pensavano che solo gli esseri umani fabbricassero e utilizzassero strumenti e che questa capacità fosse ciò che distingueva gli esseri umani dagli altri animali. Nel 1990, si affermò che l'unico primate a fabbricare strumenti in natura era lo scimpanzé. Tuttavia, da allora, diversi primati sono stati segnalati come produttori di utensili in natura.
È stato osservato che sia i bonobo che gli scimpanzé producono "spugne" con foglie e muschio che assorbono l'acqua e le usano per la pulizia. Gli oranghi di Sumatra prendono un ramo vivo, rimuovono ramoscelli e foglie e talvolta la corteccia, prima di sfilacciare o appiattire la punta per usarla su formiche o api. In natura, è stato osservato che i mandrilli si puliscono le orecchie con strumenti modificati. Gli scienziati hanno filmato un grande mandrillo maschio allo zoo di Chester (Regno Unito) mentre tagliava un ramoscello, apparentemente per renderlo più stretto, e poi usava il bastoncino modificato per raschiare lo sporco da sotto le unghie dei piedi. I gorilla in cattività hanno realizzato una varietà di strumenti.

#### Scimpanzé e bonobo
Gli scimpanzé utilizzano strumenti sofisticati con comportamenti che includono rompere le noci con strumenti di pietra e pescare formiche o termiti con bastoni. Questi scimpanzé non solo usano questi bastoncini per ripescare il loro pasto, ma costruiscono i propri "kit di attrezzi" per farlo, come osservato nella Repubblica del Congo. Prima usano un bastoncino più piccolo per aprire il termite o il formicaio, poi usano un bastoncino grande per fare dei buchi nella colonia della preda, quindi inseriscono una "sonda da pesca" nel foro ed estraggono tutte le termiti o le formiche che si sono radunate. Esistono segnalazioni più limitate di bonobo (Pan paniscus), strettamente imparentato, che utilizzano strumenti in natura sebbene è stato affermato che sia una procedura rara, anche se li usano con la stessa facilità degli scimpanzé quando sono in cattività. È stato riferito che sia le femmine degli scimpanzé che dei bonobo usano gli strumenti più avidamente dei maschi. Leonid Firsov ha riportato un caso in cui due femmine di scimpanzé hanno avuto le chiavi della loro gabbia lasciate accidentalmente ad almeno 2,7 metri (9 piedi) di distanza da essa e sono riuscite a utilizzare gli oggetti a portata di mano come strumenti improvvisati per recuperarle e uscire. Gli scimpanzé selvatici utilizzano prevalentemente strumenti nel contesto dell'acquisizione di cibo, mentre i bonobo selvatici sembrano utilizzare strumenti principalmente per la cura personale (pulizia, protezione dalla pioggia) e per scopi sociali. È stato osservato che i bonobo selvatici utilizzano le foglie come copertura per la pioggia o utilizzano i rami nelle manifestazioni sociali.

##### Caccia
Una ricerca del 2007 ha dimostrato che gli scimpanzé comuni affilano dei bastoncini da usare come armi quando cacciano i mammiferi. Questa è considerata la prima prova dell'uso sistematico delle armi in una specie diversa dall'uomo. I ricercatori hanno documentato 22 occasioni in cui gli scimpanzé selvatici di una savana in Senegal hanno modellato delle "lance" con bastoncini per cacciare i galagoni del Senegal (Galago senegalensis). In ciascun caso, uno scimpanzé modificò un ramo spezzandone una o due estremità e, usando spesso i denti, affilò il bastone. Gli strumenti, in media, erano lunghi circa 60 cm (24 pollici) e avevano una circonferenza di 1,1 cm (0,4 pollici). Lo scimpanzé ha poi conficcato la lancia nelle cavità dei tronchi degli alberi dove dormono i galagoni. C'è stato un solo caso in cui uno scimpanzé ha estratto con successo un galagone con lo strumento creato. È stato suggerito che la parola "lancia" sia un'esagerazione che fa sembrare gli scimpanzé troppo simili ai primi esseri umani, e che il termine "mazza" sia più accurato, poiché la punta dello strumento potrebbe non essere particolarmente affilata. Questo comportamento è stato osservato più frequentemente nelle femmine, in particolare nelle adolescenti, e nei giovani scimpanzé in generale, rispetto ai maschi adulti.
Gli scimpanzé mangiano spesso il midollo delle ossa lunghe dei Colobus con l'aiuto di bastoncini, dopo aver aperto le estremità delle ossa con i denti. È stato osservato che una femmina giovane mangiava piccole parti del cervello di un cranio intatto che non poteva aprire inserendo un piccolo bastoncino attraverso il forame magno. In un'altra occasione, una femmina adulta usò tre bastoncini per pulire le orbite del cranio di una scimmia colobo dopo aver appena mangiato gli occhi. 

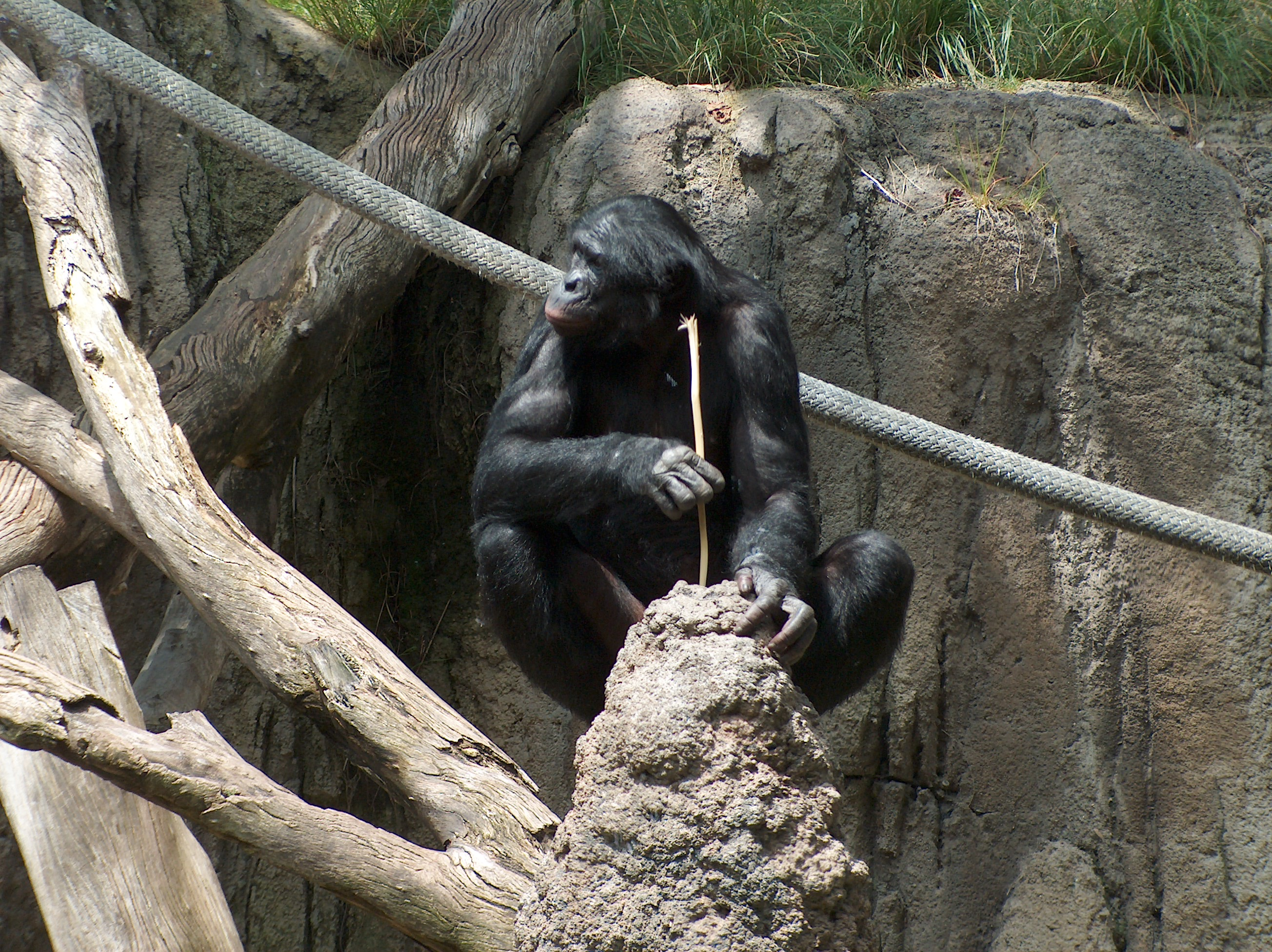
Bonobo allo zoo di San Diego che usa un bastoncino per servirsi di termiti.

Nel Parco nazionale del Gombe Stream nel 1960, Jane Goodall osservò uno scimpanzé, David Greybeard, che infilava pezzi d'erba in un termitaio e poi portava l'erba alla bocca. Dopo che l'animale se ne fu andato, Goodall si avvicinò al tumulo e ripeté il comportamento perché non era sicura di cosa stesse facendo David. Scoprì che le termiti mordevano l'erba con le mascelle e che di conseguenza David aveva usato l'erba come strumento per "pescare" o "cacciare" le termiti. Subito dopo questa scoperta iniziale dell'uso degli strumenti, Goodall osservò David e altri scimpanzé raccogliere ramoscelli frondosi, strappare le foglie e usare gli steli per pescare insetti. Questa trasformazione di un ramoscello in uno strumento è stata una scoperta importante: in precedenza, gli scienziati pensavano che solo gli esseri umani fabbricassero e utilizzassero strumenti, e che questo fosse ciò che distingueva gli esseri umani dagli altri animali.
Altri studi sugli scimpanzé di Gombe mostrano che le giovani femmine e i maschi imparano a pescare le termiti in modo diverso. Le femmine imparano a pescare le termiti prima e meglio dei giovani maschi. Inoltre, le femmine trascorrono più tempo a pescare mentre si trovano sui tumuli con le madri, mentre i maschi trascorrono più tempo a giocare. Quando sono adulte, le femmine hanno bisogno di più proteine (che si possono trovare nelle termiti) perché, avendo i piccoli di cui prendersi cura, non possono passare molto tempo a cacciare come fanno i maschi, i quali hanno più tempo a disposizione.
Le popolazioni differiscono nella prevalenza dell'uso di strumenti per la pesca degli invertebrati. Gli scimpanzé nel Parco Nazionale di Tai utilizzano solo occasionalmente gli strumenti, mentre gli scimpanzé di Gombe si affidano quasi esclusivamente a strumenti per l'assunzione di formiche Dorylus nella loro alimentazione. Ciò potrebbe essere dovuto alla differenza nelle ricompense ottenute dall'uso degli strumenti: gli scimpanzé Gombe infatti raccolgono 760 formiche al minuto rispetto alle 180 degli scimpanzé Tai.
Alcuni scimpanzé utilizzano strumenti per cacciare le grandi api (Xylocopa sp.) che nidificano nei rami morti del terreno o sugli alberi. Per arrivare alle larve e al miele, lo scimpanzé verifica innanzitutto la presenza di adulti sondando l'ingresso del nido con un bastone. Se presenti, le api adulte bloccano l'ingresso con l'addome, pronte a pungere. Lo scimpanzé poi li inabilita con il bastone per farli cadere e li mangia rapidamente. Successivamente lo scimpanzé apre il ramo con i denti per ricavarne le larve e il miele.
Sono stati osservati anche scimpanzé che utilizzano due strumenti: un bastone per scavare un formicaio e una "spazzola" fatta di steli d'erba con i denti per raccogliere le formiche.

##### Raccolta del miele
Il miele di quattro specie di api viene mangiato dagli scimpanzé. Gruppi di scimpanzé pescano attraverso dei bastoncini il miele dopo aver provato a prelevare con le mani la quantità che possono. Di solito estraggono con le mani i favi dagli alveari indisturbati delle api mellifere e scappano per poter mangiare tranquillamente evitando di essere attaccati dalle api stesse. Al contrario, gli alveari che sono già stati disturbati, sia per la caduta dell'albero sia per l'intervento di altri predatori, vengono ripuliti dal miele rimasto con attrezzi da pesca (come bastoncini di legno).

##### Lavorazione degli alimenti

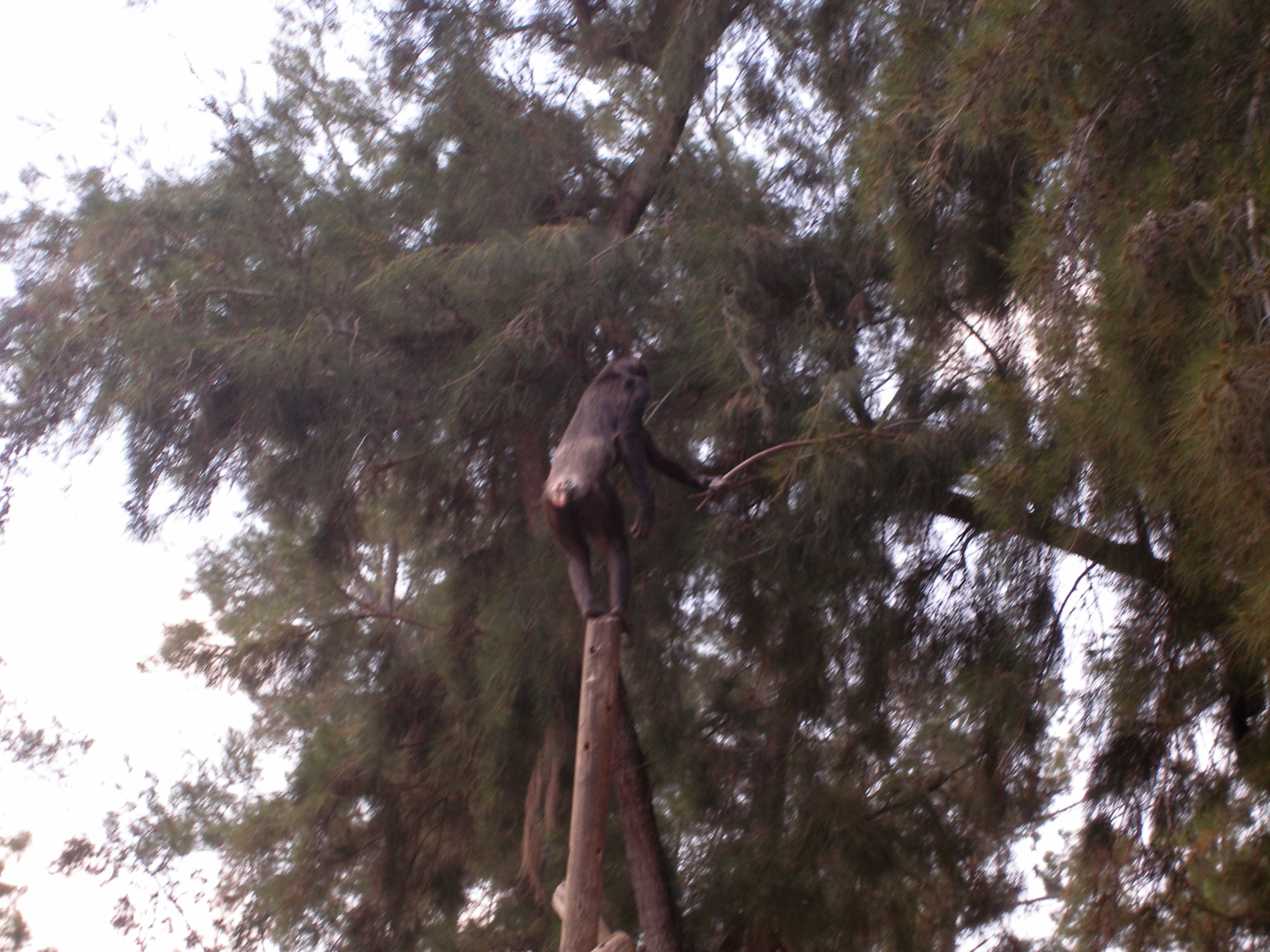
Uno scimpanzé che raccoglie il cibo con un bastone

Gli scimpanzé Tai spaccano le noci con le rocce, ma non c'è traccia di scimpanzé Gombe che facciano la stessa cosa. Dopo aver aperto le noci battendole con una roccia, parti dei chicchi potrebbero essere troppo difficili da raggiungere con i denti o le unghie, e alcuni individui usano dei bastoncini per rimuovere questi resti, invece di battere ulteriormente la noce con la roccia (o con un bastone di legno) come altri individui fanno: una combinazione relativamente rara di utilizzo di due strumenti diversi. Gli strumenti per aprire le noci possono essere infatti di legno o di pietra.

##### Raccolta dell'acqua
Quando gli scimpanzé non riescono a raggiungere l'acqua che si è formata nelle cavità in alto all'interno degli alberi, sono stati osservati mentre prendevano una manciata di foglie, le masticavano e immergevano questa "spugna" nella pozza per succhiare l'acqua. Sia i bonobo che gli scimpanzé sono stati osservati anche mentre fabbricavano "spugne" con foglie e muschio che aspirano l'acqua e vengono utilizzate come strumenti per la toelettatura.

#### Oranghi
Gli oranghi furono osservati per la prima volta mentre utilizzavano strumenti in natura nel 1994 nell'angolo nord-occidentale di Sumatra. Come con gli scimpanzé, gli oranghi usano strumenti fatti con rami e foglie per grattare, raschiare, pulire, spugnare, schiacciare, costruire un ventaglio, uncino, sonda, paletta, fare leva, scalpello, martello, coprire, ammortizzare e amplificare. Spezzeranno un ramo di un albero lungo circa 30 cm, spezzeranno i ramoscelli, sfilacceranno un'estremità e poi useranno il bastone per scavare nelle buche degli alberi per cacciare le termiti. Gli oranghi di Sumatra utilizzano una varietà di strumenti: fino a 54 tipi per estrarre insetti o miele e fino a 20 tipi per aprire o preparare frutti come il Neesia malayana che solitamente è di difficile accesso. Usano anche uno "strumento autoerotico", un bastone che usano per stimolare i genitali e masturbarsi (una pratica sia maschile che femminile). È stato riferito che gli individui sia in cattività che in natura usano strumenti tenuti tra le labbra o i denti, piuttosto che nelle mani. In cattività, agli oranghi è stato insegnato a scheggiare la pietra per creare e utilizzare strumenti Olduvaiani.
Gli oranghi che vivono nel Borneo raccolgono i pesci lungo la riva di piccoli stagni. Per due anni, l'antropologa Anne Russon ha osservato gli oranghi che imparavano a conficcare dei bastoni contro i pesci gatto per spaventarli e farli scappare dagli stagni in direzione delle loro mani in modo da catturarli più facilmente. Sebbene gli oranghi di solito pescassero da soli, Russon osservò in alcune occasioni coppie di scimmie che catturavano pesci gatto. Sull'isola di Kaja nel Borneo, un maschio di orango è stato osservato mentre usava un palo apparentemente cercando di infilzare o colpire pesci. Questo individuo aveva visto gli umani pescare con le lance. Anche se senza successo, in seguito riuscì a improvvisare una tecnica di caccia utilizzando la canna per catturare i pesci già intrappolati nelle lenze della gente del posto.
Gli oranghi di Sumatra usano dei bastoncini per acquisire semi da un particolare frutto. Quando il frutto dell'albero Neesia matura, la sua buccia dura e increspata si ammorbidisce finché non si apre. All'interno ci sono semi altamente desiderabili per gli oranghi, ma sono circondati da peli simili a fibra di vetro che sono dolorosi se mangiati. Un orango che mangia Neesia selezionerà un bastoncino di 12 cm, toglierà la corteccia e poi raccoglierà con cura i peli con esso. Una volta che il frutto è al sicuro, la scimmia mangerà i semi usando il bastone o le dita. Gli oranghi di Sumatra useranno un bastone per colpire un nido d'api, spostarlo e catturare il miele.
È stato osservato che gli oranghi usano bastoncini per misurare apparentemente la profondità dell'acqua. È stato riferito inoltre che gli oranghi utilizzano strumenti per una vasta gamma di scopi, tra cui l'uso di foglie come guanti o tovaglioli protettivi, l'uso di rami frondosi per schiacciare insetti o raccogliere acqua e la costruzione di coperture solari o antipioggia sopra i nidi utilizzati per riposare. È stato riferito che un orango di Sumatra utilizzava una grande foglia come ombrello durante un temporale tropicale.
Gli oranghi producono un segnale di allarme noto come "cigolio del bacio" quando incontrano un predatore come un serpente. A volte, gli oranghi strappano le foglie da un ramo e le tengono davanti alla bocca quando emettono il suono. Si è scoperto che questo abbassa la frequenza massima del suono, cioè lo rende più profondo, e inoltre gli oranghi più piccoli hanno maggiori probabilità di usare le foglie. È stato suggerito che utilizzino le foglie per sembrare più grandi di quanto non siano in realtà, il primo caso documentato di un animale che utilizza uno strumento per manipolare il suono.

#### Gorilla
Ci sono poche segnalazioni di gorilla che utilizzano strumenti in natura. È stato osservato che i gorilla di pianura occidentale usano bastoni per misurare apparentemente la profondità dell'acqua e come "bastoni da passeggio" per sostenere la loro postura quando attraversano acque più profonde. Una femmina adulta utilizzava un tronco staccato da un piccolo arbusto come stabilizzatore durante la raccolta del cibo, e un'altra utilizzava un tronco come ponte. Una possibile spiegazione per l’assenza di utilizzo di strumenti osservata nei gorilla selvatici è che essi sono meno dipendenti dalle tecniche di foraggiamento che richiedono l’uso di strumenti, poiché sfruttano le risorse alimentari in modo diverso dagli scimpanzé. Mentre l’alimentazione degli scimpanzé e degli oranghi prevede strumenti come martelli per aprire le noci e bastoni per pescare le termiti, i gorilla accedono a questi alimenti rompendo le noci con i denti e frantumando i termitai con le mani.
È stato osservato che i gorilla di pianura occidentale in cattività si minacciano a vicenda con bastoni e pezzi di legno più grandi, mentre altri usano bastoni per scopi igienici. Alcune femmine hanno tentato di utilizzare i tronchi come scale. In un altro gruppo di gorilla in cattività, furono osservati diversi individui lanciare bastoni e rami contro un albero, apparentemente per abbattere foglie e semi. I gorilla dello zoo di Praga hanno utilizzato gli strumenti in diversi modi, incluso l'uso della lana di legno come "pantofole" quando camminavano sulla neve o per attraversare una sezione bagnata del pavimento.

#### Scimmie
| Specie                   | Tipo e portata dell'uso dello strumento | Riferimenti |
| ------------------------ | --- | --- |
| Alouatta seniculus       | Prove aneddotiche di un individuo cresciuto e che vive in libertà (libero) che utilizza strumenti per essere aggressivo nei confronti di un altro. | Richard-Hansen et al., 1998 |
| Ateles geoffroyi         | Molteplici osservazioni registrate di individui liberi che utilizzano strumenti per la manutenzione fisica. | Campbell, 2000; Rodriguez e Lindshield, 2007 |
| Cebus albifrons          | Molteplici osservazioni registrate di individui liberi che utilizzano strumenti per il trasporto di cibo. | Philips, 1998 |
| Sapajus apella           | Ampie osservazioni sull'uso degli strumenti, tra cui: individui in cattività, liberi e semiliberi che estraggono cibo con strumenti, individui in cattività che trasportano cibo con uno strumento e/o che lo utilizzano per essere aggressivi verso un altro esemplare. | Cooper e Harlow, 1961; Izawa e Mizuno, 1977; Strusaker e Leland, 1977; Antinucci & Visalberghi, 1986; Visalberghi, 1990, 1993; Fernandes, 1991; Anderson e Hennemann, 1994; Westergaard e Suomi, 1994, 1995; Westergaard et al., 1995; Lavallee, 1999; Boinski et al., 2000; Cleveland et al., 2004; di A. Moura e Lee, 2004; Ottoni & Mannu, 2001; Ottoni et al., 2005; Schrauf et al., 2008 |
| Cebus capucinus          | Resoconti multipli di individui liberi che utilizzano strumenti per estrarre cibo, mantenere il proprio fisico, difendersi dalla predazione ed essere aggressivi verso gli altri esemplari.                                                                              | Bierens de Haan, 1931; Boinski, 1988; Chevalier-Skolnikoff, 1990; Baker, 1996 |
| Sapajus libidinosus      | Individui cresciuti in libertà che utilizzano strumenti per preparare ed estrarre il cibo e per eseguire la manutenzione fisica. | Fragaszy et al., 2004; Waga et al., 2006; Visalberghi et al., 2007; Mannu&Ottoni, 2009 |
| Cebus olivaceus          | Resoconti multipli di individui liberi che utilizzano strumenti per eseguire la manutenzione fisica. | Valderrama et al., 2000 |
| Sapajus xanthosternus    | Resoconti multipli di individui liberi che utilizzano strumenti per estrarre cibo. | Canale et al., 2009 |
| Cercocebus atys          | Resoconti multipli di individui in cattività che utilizzano strumenti per eseguire la manutenzione fisica. | Galat-Luong, 1984; Kyes, 1988 |
| Cercocebus agilis        | Prove aneddotiche di un individuo in cattività che utilizza strumenti per catturare il cibo. | Guillaume e Meyerson, 1934 |
| Cercopithecus ascanius   | Prove aneddotiche di un individuo libero che utilizza strumenti per eseguire la manutenzione fisica. | Worch, 2001 |
| Cercopithecus aethiops   | Resoconti multipli di individui in cattività che utilizzano strumenti per catturare cibo ed eseguire operazioni di manutenzione fisica. | Galat-Luong, 1984; Pollack, 1998; Santos et al., 2006 |
| Cercopithecus campbelli  | Prove aneddotiche di un individuo in cattività che utilizza uno strumento per eseguire la manutenzione fisica. | Galat-Luong, 1984 |
| Colobus badius           | Resoconti multipli di individui liberi che utilizzano strumenti per essere aggressivi nei confronti di un altro esemplare. | Struhsaker, 1975; Starin. 1990 |
| Erythrocebus patas       | Prove aneddotiche di un individuo in cattività che utilizza strumenti per catturare il cibo. | Gatinot, 1974 |
| Macaca fascicularis      | Resoconti multipli di individui semi liberi e liberi che utilizzano strumenti per preparare il cibo ed eseguire la manutenzione fisica e individui in cattività che trasportano e catturano cibo ed eseguono manutenzione fisica e altri compiti.                        | Falegname, 1887; Chiang, 1967; Karrer, 1970; Artaud e Bertrand, 1984; Zuberbühler et al., 1996; Malaivijitnond et al., 2007; Watanabe et al., 2007; Masataka et al., 2009; Gumert et al., 2009 |
| Macaca fuscata           | Resoconti multipli di individui liberi che utilizzano strumenti per preparare ed estrarre cibo e individui in cattività che catturano cibo. | Kawai, 1965; Tokida et al., 1994; Hihara et al., 2003 |
| Macaca mulatta           | Resoconti multipli di individui in cattività che preparano, trasportano e catturano il cibo con strumenti. | Pastore, 1910; Hobhouse, 1926; Parchi e Novak, 1993; Erwin, 1974 |
| Macaca nemestrina        | Resoconti multipli di individui in cattività che utilizzano strumenti per catturare cibo ed eseguire operazioni di manutenzione fisica. | Beck, 1976 |
| Macaca nigra             | Prove aneddotiche di individui in cattività che utilizzano strumenti per estrarre il cibo. | Babitz, 2000 |
| Macaca radiata           | Prove aneddotiche di individui liberi che utilizzano strumenti per eseguire la manutenzione fisica. | Sinah, 1997 |
| Macaca silenus           | Resoconti multipli di individui liberi che utilizzano strumenti per preparare il cibo, individui in cattività che li utilizzano per estrarre e trasportare il cibo e individui semi liberi che li utilizzano per trasportare il cibo.                                    | Hohmann, 1988; Westergaard, 1988; Fitch-Snyder & Carter, 1993; Kumar et al., 2008 |
| Macaca tonkeana          | Resoconti multipli di individui in cattività che utilizzano strumenti per estrarre il cibo ed eseguire il mantenimento fisico e di individui semi liberi che utilizzano strumenti per catturare il cibo.                                                                 | Bayart, 1982; Anderson, 1985; Ueno e Fujita, 1998; Ducoing e Thierry, 2005 |
| Mandrillus leucophaeus   | Prove aneddotiche di individui in cattività che utilizzano strumenti per eseguire la manutenzione fisica. | Armbruster, 1921; Galat-Luong, 1984 |
| Sfinge Mandrillus        | Prove aneddotiche di individui in cattività che utilizzano strumenti. | Schultz 1961 |
| Papio anubis             | Resoconti multipli di individui liberi che si preparano, estraggono, sono aggressivi nei confronti di un altro esemplare ed eseguono manutenzione fisica con strumenti e di individui in cattività che utilizzano strumenti per catturare cibo.                          | van Lawick-Goodall et al., 1973; Pettet, 1975; Pickford, 1975; Benhar e Samuel, 1978; Oyeen, 1979; Westergard, 1992, 1993 |
| Papio cynocephalus       | Prove aneddotiche di individui in cattività che utilizzano strumenti per catturare il cibo. | Nellmann e Trendelenburg, 1926 |
| Papio hamadryas          | Resoconti multipli di individui in cattività che utilizzano strumenti per catturare il cibo. | Beck, 1972, 1973 |
| Papio papio              | Resoconti multipli di individui in cattività che utilizzano strumenti per catturare il cibo. | Beck, 1973b; Petit e Thierry, 1993 |
| Papio ursinus            | Resoconti multipli di individui liberi che utilizzano strumenti per estrarre cibo e per essere aggressivi nei confronti di altri esemplari e di individui in cattività che catturano cibo.                                                                               | Bolwig, 1961; Marais, 1969; Hamilton III et al., 1975 |
| Trachypithecus cristatus | Resoconti multipli di individui liberi che utilizzano strumenti per essere aggressivi nei confronti di un altro esemplare. | Lydekker, 1910 |

L'uso di strumenti è stato osservato in almeno 32 specie di scimmie compresi individui in cattività, liberi e semi-liberi. Queste osservazioni implicano un uso consolidato e a lungo termine di strumenti come i babbuini che utilizzano oggetti per colpire gli esseri umani, nonché un uso più sfuggente e raro come l'uso delle foglie da parte delle scimmie urlatrici per curare le ferite. L'uso è ulteriormente sfumato a seconda che una specie utilizzi oggetti che ha trovato o oggetti che ha modificato. Delle 32 specie che mostrano l'uso di strumenti, 11 di queste mostrano la modifica degli oggetti per creare strumenti.
In un ambiente in cattività, i cappuccini inseriscono facilmente un bastoncino in un tubo contenente cibo viscoso che aderisce al bastoncino, che poi estraggono e leccano. I cappuccini usano anche un bastone per spingere il cibo dal centro di un tubo, recuperandolo quando raggiunge l'estremità, e come un rastrello per spazzare oggetti o cibo verso se stessi. Il cebo striato o cebo barbuto (Sapajus libidinosus) è stato il primo primate non scimmia per il quale è stato documentato l'uso di strumenti in natura; sono stati osservati individui che rompevano le noci posizionandole su un'incudine di pietra e colpendole con un'altra grande pietra (utilizzandolo come un martello). Un uso simile di oggetti utilizzati come "incudine e martello" è stato osservato in altri cebi selvatici, comprese le robuste scimmie cappuccine (genere Sapajus). Un cappuccino può impiegare fino a 8 anni per padroneggiare questa abilità. Le scimmie spesso trasportano frutti duri, noccioli, noci e persino ostriche su un'incudine per questo scopo. I cappuccini usano anche le pietre come strumenti di scavo per sondare il substrato e talvolta per scavare tuberi. Gli Sapajus libidinosus usano bastoni per stanare la preda dalle fessure delle rocce. È noto anche che i cebi robusti a volte strofinano le secrezioni difensive degli artropodi sui loro corpi prima di mangiarli; si ritiene che tali secrezioni agiscano come insetticidi naturali.
I babbuini hanno anche mostrato un ampio uso di strumenti, osservato nell'ambito della ricerca sui gruppi di babbuini neri (Papio ursinus) che vivono sul fondo desertico del Kuiseb Canyon nell'Africa sudoccidentale. Questi babbuini lasciavano intenzionalmente cadere pietre sulle scogliere. I ricercatori hanno visto altri tipi di utilizzo di strumenti per arrampicarsi sui babbuini.
Gli scienziati hanno osservato che i mandrilli modificano e quindi utilizzano strumenti all'interno di ambienti in cattività.
Nei macachi dalla coda lunga, l'uso di strumenti è stato ampiamente osservato, in particolare nelle abitudini di foraggiamento e pulizia. Questi strumenti sono stati sia di origine sintetica che organica e il loro utilizzo varia notevolmente a seconda delle popolazioni. La ricerca condotta all'interno di queste popolazioni e il loro utilizzo degli strumenti è stata utilizzata per trarre conclusioni che alti livelli di intelligenza sensomotoria aiutano a evolvere l'uso innovativo degli strumenti.

#### Limitazioni all'uso degli strumenti dei primati
Gli strumenti utilizzati dai primati non umani sono limitati nella loro complessità. A differenza degli strumenti umani, che aumentano di complessità man mano che vengono tramandati, gli strumenti dei primati non umani possono essere limitati a quelle che sono state soprannominate "zone di soluzioni latenti" (ZLS - zones of latent solutions) - cioè la gamma di strumenti e tecniche che possono essere sviluppate indipendentemente da una specie. Gli strumenti all'interno di questa zona possono essere appresi individualmente e socialmente, ma gli strumenti al di fuori di questa zona no. Ciò rende i primati non umani incapaci di sviluppare strumenti oltre questa zona, verso livelli di tecnologia umana.
Secondo l'ipotesi ZLS, ogni primate possiede una zona di soluzioni ai problemi ecologici che può svilupparsi in interazione con un dato ambiente, nota come "zona di soluzioni latenti". Questo pacchetto di abilità si adatta all'ambiente del primate; contiene pacchetti di potenziali soluzioni che possono essere realizzate all'interno del comportamento esistente e potenziale del primate. L'uso degli strumenti all'interno di questa zona può essere espresso anche attraverso predisposizioni genetiche, attraverso l'apprendimento per tentativi ed errori, e tutto ciò può essere innescato dall'apprendimento sociale, ma questo apprendimento sociale non trasferisce le abilità stesse, come negli esseri umani. Tutto ciò potrebbe portare alcuni alla conclusione che tutti i primati hanno la capacità, simile a quella umana, di copiare le capacità di creare e/o utilizzare strumenti complessi gli uni dagli altri. Tuttavia, l’uso degli strumenti da parte dei primati non umani è probabilmente limitato a quegli strumenti all’interno della zona di soluzioni latenti di ciascuna specie, a meno che l’addestramento umano non espanda questa zona.
Ad esempio, ogni scimpanzé ha la capacità di imparare a usare i bastoncini per catturare e consumare le formiche. Questo comportamento è probabile nello ZLS degli scimpanzé e quindi appartiene al potenziale kit di strumenti biologici di ogni esemplare di quel tipo. Tuttavia, molti potrebbero aver bisogno di una "spinta" sociale, cioè di un fattore scatenante, prima che essi stessi sviluppino questo comportamento individualmente. Tuttavia, gli scimpanzé e tutte le altre grandi scimmie sembrano non essere in grado di apprendere il comportamento nell'uso degli strumenti al di fuori del loro ZLS, cioè nei casi in cui un comportamento non verrebbe semplicemente attivato, ma copiato. Ad esempio, in un esperimento del 2009 nessuna specie di grandi scimmie a parte gli esseri umani (compresi scimpanzé, gorilla e oranghi) è stata in grado di piegare spontaneamente una striscia flessibile in un anello per agganciare e recuperare un oggetto altrimenti irraggiungibile, in qualsiasi condizione, anche con l'insegnamento umano. Poiché i circuiti rientrano saldamente al di fuori dello ZLS delle grandi scimmie - forse perché non c'è mai stato alcun utilizzo per questo comportamento nel loro ambiente ecologico - questo comportamento non può essere appreso socialmente dai primati non umani.

##### Il ruolo della cultura nell'uso degli strumenti da parte dei primati
Gli esseri umani navigano nel nostro mondo materiale attraverso la lente dell’apprendimento culturale. L’apprendimento culturale è definito come apprendimento sociale ad alta complessità, in cui strumenti e comportamenti vengono inventati sopra invenzioni precedenti che sono state precedentemente copiate e insegnate, portando al perfezionamento culturale attraverso le generazioni attraverso il cosiddetto effetto a cricchetto culturale. In quanto animali culturali, inventiamo regolarmente nuovi strumenti basati sul nostro background culturale acquisito, possiamo prestare attenzione a modelli specifici, come gli individui di maggior successo (e vari altri pregiudizi di apprendimento sociale), e in questo modo le migliori pratiche di strumenti potrebbero aumentare di frequenza e restare nel nostro repertorio collettivo finché non ne verranno costruiti di migliori. Questo apprendimento culturale consente alla complessità e all'efficienza degli strumenti umani di "aumentare" attraverso le generazioni culturali, costruendo strumenti di maggiore complessità nel tempo, che consente ai prodotti (comportamenti e/o artefatti) di accumularsi nel tempo in un processo noto come "cultura cumulativa." Gli strumenti dei primati non umani, al contrario, non sono in grado di aumentare la loro complessità nel tempo poiché questi animali non copiano il design dello strumento che loro stessi non avrebbero potuto creare indipendentemente da zero, e quindi i primati diversi dagli umani sono limitati a quegli strumenti che risiedono all'interno delle loro zone di soluzioni latenti.
Mentre gli strumenti e le tecnologie umane attualmente continuano ad aumentare in complessità a un ritmo esponenziale, ad esempio evolvendo da strumenti di pietra a navi missilistiche e supercomputer nel giro di poche migliaia di anni, gli strumenti dei primati non umani mostrano poche prove di miglioramento o cambiamento tecnologico di fondo nel loro know-how di base. attraverso le generazioni. Ad esempio, le prove archeologiche indicano che la conoscenza di base dello schiacciare le noci degli scimpanzé è rimasta statica almeno negli ultimi 4300 anni. Questa coerenza e stasi nel comportamento degli strumenti suggerisce che gli strumenti degli scimpanzé non vengono perfezionati o migliorati attraverso le generazioni con un effetto di aumento, ma piuttosto reinventati da ogni singola generazione di scimpanzé. Cioè, i primati non umani devono “reinventare la ruota” di nuovo ad ogni generazione.
Gli esseri umani differiscono dai primati non umani nel modo in cui percepiamo gli strumenti e il loro know-how sottostante. Gli esseri umani, in quanto specie culturale, sono predisposti a copiare il know-how (metodi, relazioni e processi) dietro gli strumenti, mentre i nostri parenti primati non umani sono invece predisposti a innovare individualmente i loro strumenti da zero o ad essere semplicemente stimolati socialmente a re-innovare. gli strumenti utilizzati da altri (che, alla fine, hanno dovuto innovarli da zero). Ad esempio, quando sia ai bambini umani che agli scimpanzé (entrambi di età compresa tra 2 e 4 anni) vengono mostrate soluzioni per aprire una scatola con passaggi evidentemente non necessari, i bambini umani copiano costantemente anche i passaggi non necessari, mentre gli scimpanzé evitano i passaggi non necessari e vanno direttamente al loro naturale tendenze a interagire con la scatola, come usare un bastone per colpirla. Questa differenza tra scimpanzé e esseri umani suggerisce che gli scimpanzé tendono a vedere gli strumenti attraverso la lente dei propri approcci individuali, mentre gli umani tendono a vedere gli strumenti attraverso la lente del know-how sottostante, anche dove le loro tendenze non corrispondono alla conoscenza osservata. I primati non umani sono predisposti a re-innovare le tecnologie che già esistono nella loro zona di soluzioni latenti, mentre, in quanto specie culturale cumulativa, gli esseri umani apprendono culturalmente un know-how che chiaramente va oltre la zona umana di soluzioni latenti. Nel corso del tempo, e attraverso le generazioni, ciò ha portato gli esseri umani ad aver creato culturalmente miliardi di tipi di know-how, la stragrande maggioranza dei quali si trova al di là della zona umana delle soluzioni latenti. Altre scimmie, al contrario, sembrano attingere a una gamma di know-how che conta solo migliaia.
Sebbene gli esseri umani e i primati non umani siano entrambi utilizzatori di strumenti, sia la loro espressione che le loro capacità di utilizzo degli strumenti sono molto diverse. Le zone di soluzioni latenti dei primati non umani e l’incremento culturale della tecnologia umana si basano su diversi processi sottostanti con capacità molto diverse di complessità e miglioramento nel tempo. Mentre gli esseri umani copiano il know-how sovraindividuale, gli altri primati no. Al momento non è chiaro se l’approccio della zona delle soluzioni latenti sia limitato ai primati non umani o se possa anche aiutare a spiegare l’uso degli strumenti in molti (o tutti) altri animali. Un passo per determinare se l'uso di strumenti da parte di altri animali è probabilmente basato su soluzioni latenti o è invece dovuto all'evoluzione culturale del know-how è determinare - per ciascuna specie esaminata - se esiste un uso simile di strumenti in più di una popolazione della stessa specie, dove queste popolazioni sono culturalmente non collegate (il cosiddetto “metodo della restrizione locale”). Ogni volta che l’uso di strumenti simili si manifesta in popolazioni della stessa specie culturalmente non connesse, ciò rende più probabile che il comportamento dello strumento sia una soluzione latente. Allo stesso modo, se lo stesso uso dello strumento appare in una o più popolazioni di una o più specie strettamente imparentate, questa è una prova (più indiretta) che si tratta di una soluzione latente, in tutte le specie imparentate in cui è mostrato.

### Elefanti
Gli elefanti mostrano la capacità di fabbricare e utilizzare strumenti con la proboscide e i piedi. Sia gli elefanti asiatici selvatici che quelli in cattività (Elephas maximus) usano i rami per scacciare le mosche o grattarsi. Otto dei 13 elefanti asiatici in cattività, mantenuti in un ambiente naturalistico, hanno modificato i rami e scambiati con il ramo alterato, indicando che questa specie è capace del comportamento più raro della fabbricazione di utensili. Esistevano diversi stili di modifica dei rami, il più comune dei quali era tenere il fusto principale con il piede anteriore e staccare un ramo laterale o l'estremità distale con il tronco. Sono stati osservati elefanti scavare buche per bere acqua, poi strappare la corteccia da un albero, masticarla a forma di palla, fabbricando così un "tappo" per riempire il buco e coprendolo con sabbia per evitare l'evaporazione. Più tardi sarebbero tornati sul posto per bere.
Gli elefanti asiatici possono utilizzare strumenti per la risoluzione approfondita dei problemi. È stato osservato un maschio in cattività spostare una scatola in una posizione in cui si potesse appoggiarla per raggiungere il cibo che era stato deliberatamente appeso fuori portata.
È noto anche che gli elefanti lasciano cadere grandi rocce su un recinto elettrico per danneggiarlo o interrompere l'elettricità.

### Cetacei
Una comunità di delfini tursiopi dell'Indo-Pacifico (Tursiops sp.) a Shark Bay, nell'Australia occidentale, composta da circa 41-54 animali, è nota per utilizzare spugne coniche (Echinodictyum mesenterinum) come strumenti durante il foraggiamento. Questo comportamento, chiamato "spugnatura" (sponging), si verifica quando un delfino rompe una spugna e la indossa sul rostro mentre cerca cibo sul fondo del mare. Il comportamento di spugnatura inizia tipicamente nel secondo anno di vita. Durante la spugnatura, i delfini prendono di mira principalmente i pesci privi di vescica natatoria e che si rintanano nel substrato. Pertanto, la spugna può essere utilizzata per proteggere i loro rostri mentre si nutrono in una nicchia dove l'ecolocalizzazione e la visione sono tecniche di caccia meno efficaci. I delfini tendono a portare la stessa spugna per più affioramenti, ma a volte cambiano spugna. Gli "sponger" in genere sono più solitari, effettuano immersioni più profonde e trascorrono più tempo a cercare cibo rispetto ai "non-sponger". Nonostante questi costi, gli spugnatori hanno un successo di parto simile a quello dei non spugnatori.
Ci sono prove che sia i fattori ecologici che quelli culturali predicono quali delfini usano le spugne come strumenti. La spugnatura si verifica più frequentemente nelle aree con una maggiore distribuzione di spugne, che tende a verificarsi nei canali d'acqua più profondi. La spugnatura è fortemente influenzata dal sesso delle femmine. Le analisi genetiche suggeriscono che tutti gli spugne sono discendenti di un'unica matrilinea, suggerendo la trasmissione culturale dell'uso delle spugne come strumenti. La spugnatura può essere appresa socialmente dalla madre alla prole. Il comportamento di raggruppamento sociale suggerisce omofilia (la tendenza ad associarsi con altri simili) tra i delfini che condividono abilità apprese socialmente come l'uso di strumenti di spugna. Il fenomeno delle spugnature è stato osservato solo a Shark Bay.
Sono stati osservati anche delfini tursiopi dell'Indo-Pacifico a Shark Bay trasportare conchiglie. Con questo comportamento i delfini inseriscono il rostro nell'apertura della conchiglia. Sebbene questo comportamento sia raro, sembra che venga utilizzato per il foraggiamento. Sembra che i delfini utilizzino le conchiglie per raccogliere i pesci dal substrato, quindi trasportano il guscio per recuperare il pesce vicino alla superficie.

### Lontre marine

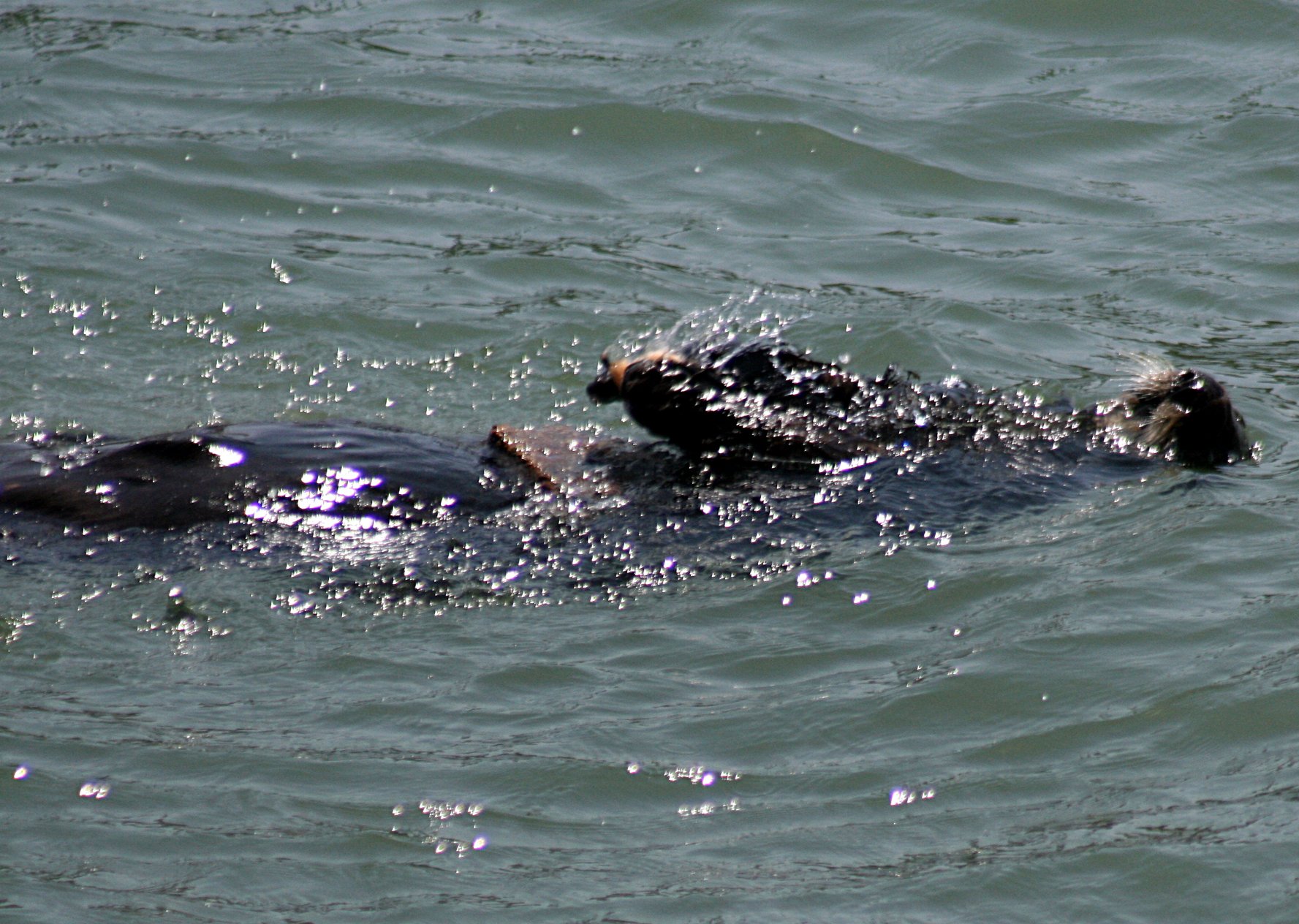
Una lontra marina che usa una roccia per aprire una conchiglia

Sotto ciascuna zampa anteriore, la lontra marina (Enhydra lutris) ha una sacca di pelle che si estende su tutto il petto. In questa sacca (solitamente presente sul lato sinistro del corpo), l'animale immagazzina il cibo raccolto da portare in superficie. È noto anche che le lontre tengono delle rocce in questa "tasca" che usano per aprire vongole e crostacei. Per aprire i gusci più duri, la lontra può colpire la preda con entrambe le zampe comprimendola contro la roccia che pone sul petto. Inoltre, le lontre marine utilizzeranno grandi pietre per staccare un abalone dalla propria roccia; martelleranno il guscio dell'abalone con una velocità osservata di 45 colpi in 15 secondi o 180 giri al minuto, e lo faranno effettuando due o tre immersioni. Per catturare un abalone infatti, che può aggrapparsi alla roccia con una forza pari a 4.000 volte il proprio peso corporeo, sono necessarie molteplici immersioni da parte della lontra. Inoltre, delle 13 specie di lontre attualmente conosciute, almeno 10 dimostrano un comportamento predisposto a maneggiare le pietre, suggerendo che le lontre potrebbero avere una predisposizione genetica a ciò.

### Altri carnivori
Le manguste Mungos mungo usano regolarmente le incudini per aprire alimenti con un guscio duro come scarabei rinoceronte, uova di uccelli, gusci di lumache o pupazzi di scarabei stercorari. Usano infatti una serie di oggetti usati come incudini che comunemente includono rocce e fusti di alberi, ma anche le pareti laterali dei burroni e persino lo sterco essiccato di elefante. I cuccioli già a 2 mesi di età iniziano a mostrare i modelli comportamentali associati all'uso di un'incudine, tuttavia, questa attività di schiacciamento ai fini di aprire uova, gusci e altro viene solitamente osservata in individui di età superiore ai 6 mesi.
I tassi del miele, sia cresciuti in habitat selvatici che in cattività, sono stati filmati mentre manipolavano vari oggetti per creare supporti per arrampicarsi al fine di raggiungere cibo, incluso costruire palline di fango e impilarle. Nel 2021, un tasso del miele sudafricano di nome Stoeffel è fuggito ripetutamente dal suo recinto per attaccare i leoni della porta accanto. Stoeffel è arrivato al punto di costruire una rampa per superare il muro.
I tassi nordamericani (Taxidea taxus) cacciano gli scoiattoli Spermophilus richardsonii. La tecnica di caccia più comune è la creazione di un sistema di tane usate come trappole scavando buche, ma il collegamento delle aperture nei tunnel degli scoiattoli di terra rappresenta il 5-23% delle azioni di caccia. I tassi di solito utilizzano il terreno intorno all'apertura del tunnel o il terreno trascinato per 30–270 cm da un tumulo vicino per tappare i tunnel. La forma di chiusura meno comune (6%), ma più moderna, utilizzata da un tasso prevedeva il movimento di 37 oggetti da distanze di 20–105 cm per tappare le aperture in 23 tunnel fatti da scoiattoli di terra in 14 notti.
Nel 2011, i ricercatori del Dingo Discovery and Research Centre di Melbourne, in Australia, hanno filmato un dingo mentre manipolava un tavolo e lo utilizzava per procurarsi il cibo.
Sono stati osservati orsi bruni in muta in Alaska che utilizzano rocce per esfoliare. Ci sono anche prove che gli orsi polari lanciano rocce e grandi pezzi di ghiaccio ai trichechi per ucciderli.

### Altri mammiferi
È stata osservata una famiglia di Sus cebifrons in cattività mentre utilizzava un pezzo piatto di corteccia come strumento di scavo. Sono stati osservati anche cavalli che utilizzano diversi strumenti.

## Negli uccelli

I nidi di uccelli mostrano una grande diversità in termini di complessità, compresi intricati nidi sugli alberi e sul terreno.

L'uso degli strumenti si trova in almeno trentatré diverse famiglie di uccelli. Secondo la definizione di Jones e Kamil, un avvoltoio barbuto che lascia cadere un osso su una roccia non sarebbe considerato in stato di utilizzo di uno strumento poiché la roccia non può essere vista come un'estensione del corpo. Tuttavia, l'uso di una roccia manipolata con il becco per rompere un uovo di struzzo qualificherebbe il capovaccaio come utilizzatore di strumenti. Molte altre specie, tra cui pappagalli, corvidi e una serie di passeriformi, sono state notate come utilizzatrici di strumenti.
Molti uccelli (e altri animali) costruiscono nidi. Si può sostenere che questo comportamento costituisce uso di strumenti secondo le definizioni sopra riportate; gli uccelli "portano oggetti (ramoscelli, foglie) per un uso futuro", la forma del nido formato impedisce alle uova di rotolare via e quindi "estende l'influenza fisica realizzata dall'animale", e i rametti vengono piegati e attorcigliati per modellare il nido, cioè "modificati per adattarsi a uno scopo". La complessità dei nidi di uccelli varia notevolmente, forse indicando una gamma nella sofisticazione dell'uso degli strumenti. Ad esempio, se si confrontano le strutture altamente complesse degli uccelli tessitori con i semplici tappeti di materia erbacea con una coppa centrale costruiti dai gabbiani, è degno di nota che alcuni uccelli non costruiscono nidi, ad esempio i pinguini imperatori. La classificazione dei nidi come strumenti è stata contestata sulla base del fatto che il nido completato, o tana, non viene trattenuto o manipolato.
Il comportamento di lasciar cadere le prede è osservato in molte specie di uccelli. Specie di corvi come i corvi Carrion, Northwestern, americani e della Nuova Caledonia mostrano questo comportamento utilizzando prede diverse. È noto che i gabbiani, in particolare i gabbiani del Kelp, occidentali, dalla testa nera e fuligginosi, lasciano cadere le cozze da un'altezza come adattamento per il foraggiamento. Questo comportamento è dimostrato facendo cadere la preda da un'altezza su un substrato duro per rompere il guscio della preda. Diverse variabili come la dimensione della preda, il tipo di substrato, il cleptoparassitismo (una strategia alimentare in cui un animale ruba deliberatamente il cibo a un altro), ecc. possono influenzare il comportamento della preda in varie specie.

### Fringuelli
Forse l'esempio più conosciuto e studiato di utilizzatore di strumenti aviari è il fringuello picchio (Camarhynchus pallidus) delle Isole Galápagos. Se l'uccello scopre la preda in una corteccia inaccessibile, vola via per prendere una spina di cactus che può utilizzare in tre modi diversi: come pungolo per scacciare un insetto attivo (senza necessariamente toccarlo); come una lancia con cui infilzare una larva che si muove lentamente o un animale simile; o come uno strumento con cui spingere, avvicinare, spingere o manovrare in altro modo un insetto inattivo (ossia che sta dormendo o che è in diapausa) da una fessura o da un buco. Gli strumenti che non si adattano esattamente allo scopo vengono lavorati dall'uccello e adattati alla funzione, rendendo così il fringuello un "creatore di strumenti" oltre che un "utilizzatore di strumenti". È stato osservato che alcuni individui utilizzano un diverso tipo di strumento con nuove caratteristiche funzionali, come ramoscelli spinati di cespugli di more, una pianta che non è originaria delle isole. I ramoscelli furono prima modificati rimuovendo i ramoscelli laterali e le foglie e poi usati in modo tale che i barbigli aiutassero a trascinare la preda fuori dalle fessure degli alberi.
In questa specie esiste una predisposizione genetica all'uso di utensili, che viene poi affinata dall'apprendimento individuale per tentativi ed errori durante una fase delicata all'inizio dello sviluppo. Ciò significa che, invece di seguire un modello comportamentale stereotipato, l’uso degli strumenti può essere modificato e adattato attraverso l’apprendimento.
L'importanza dell'uso degli strumenti da parte delle specie di fringuelli picchi differisce tra le zone di vegetazione. Nelle zone aride, dove il cibo è limitato e di difficile accesso, l’uso degli attrezzi è essenziale, soprattutto durante la stagione secca. Fino alla metà delle prede dei fringuelli vengono acquisite con l'aiuto di strumenti, rendendoli utenti di strumenti ancora più abituali rispetto agli scimpanzé. Gli strumenti consentono loro di estrarre larve di insetti grandi e nutrienti dai buchi degli alberi, rendendo l'uso degli strumenti più redditizio rispetto ad altre tecniche di foraggiamento. Al contrario, nella zona umida, i fringuelli picchi usano raramente strumenti, poiché la disponibilità di cibo è elevata e la preda è più facilmente ottenibile. In questo caso i costi in termini di tempo ed energia per l’utilizzo degli utensili sarebbero troppo elevati.
Sono stati segnalati casi di fringuelli picchi che brandivano un ramoscello come arma.

### Corvidi
I corvidi sono una famiglia di uccelli caratterizzata da cervelli relativamente grandi, notevole plasticità comportamentale (in particolare comportamenti di foraggiamento altamente innovativi) e capacità cognitive ben sviluppate.
I corvi della Nuova Caledonia sono tra i pochi animali che creano i propri strumenti. Si servono principalmente di "sonde" costruite con ramoscelli e piccoli pezzi di legno (e talvolta filo metallico) per catturare o infilzare le larve. L'uso degli strumenti in alcuni uccelli può essere meglio esemplificato nella complessità del nido. Gli uccelli su misura fabbricano "sacchetti" in cui costruire i loro nidi. Alcuni uccelli, come gli uccelli tessitori, costruiscono nidi complessi utilizzando una vasta gamma di oggetti e materiali. I fringuelli picchio inseriscono ramoscelli negli alberi per catturare o infilzare le larve. I pappagalli possono utilizzare strumenti per aprire il guscio esterno delle noci. Alcuni uccelli approfittano dell’attività umana, come le cornacchie in Giappone, che lasciano cadere noci davanti alle auto in movimento le quali romperanno il guscio passandoci sopra e permettendo a tali uccelli di cibarsene.

#### Cornacchie
Le cornacchie sono state osservate sull'estuario dell'Eden in Scozia tra febbraio e marzo 1988 per indagare sulle loro strategie di cattura delle cozze. Le cornacchie hanno selezionato le cozze più grandi e le hanno lasciate cadere da un'altezza di circa 8 m su un substrato duro. L'altezza delle cozze cadute era inferiore a quanto previsto dai ricercatori, il che potrebbe essere dovuto alla difficoltà di localizzare la preda dopo la caduta e al tentativo di prevenire il cleptoparassitismo. Il comportamento di caduta delle prede osservato nelle cornacchie suggerisce che la dimensione della preda, le superfici del substrato e il dislivello influenzano il loro comportamento. Pertanto, si può dedurre che altre specie possono esibire strategie di comportamento diverse in base alla preda e all'ambiente.

#### Cornacchie americane
Diverse variabili come la dimensione della preda, la fragilità del guscio, i predatori, il substrato e l'altezza influenzano il comportamento di caduta delle prede per diverse specie. Ad esempio, la selezione della preda può dipendere dal substrato utilizzato in quell'ambiente. Le cornacchie americane sono un altro esempio di uccelli che lasciano cadere la preda sul terreno da una certa altezza. Le ornacchie americane volano verticalmente verso l'alto, rilasciando i buccini e scendendo in picchiata immediatamente dietro di essi per recuperarli una volta che il guscio di tali prede si rompe e l'uccello può nutrirsi del mollusco. Similmente alle cornacchie comuni, anche le cornacchie americane preferivano i buccini più grandi a quelli più piccoli e selezionavano le dimensioni in base alla vista e al peso raccogliendoli con il becco. A differenza delle cornacchie comuni, le cornacchie americane mostrano una risposta unica quando rilasciano la preda. Dopo aver rilasciato i buccini, le cornacchie americane infatti scendono in picchiata immediatamente dietro di essi per recuperarli, mentre le cornacchie comuni non sono così diligenti nel seguire e recuperare immediatamente la preda. Questo comportamento è probabilmente dovuto al fatto che le cornacchie americane riducono al minimo e potenzialmente evitano il cleptoparassitismo. Non è chiaro il motivo per cui queste due tipologie di cornacchie abbiano una risposta diversa alla preda, tuttavia, queste differenze di comportamento potrebbero essere potenzialmente dovute a una maggiore predazione nelle aree abitate dalle cornacchie americane o all'aumento delle fonti di cibo nelle aree abitate da cornacchie comuni.

#### Corvi della Nuova Caledonia
I corvi della Nuova Caledonia (Corvus moneduloides) sono forse i corvidi più studiati per quanto riguarda l'uso di strumenti.
In natura, sono stati osservati utilizzando bastoncini come strumenti per estrarre insetti dalla corteccia degli alberi. Gli uccelli colpiscono gli insetti o le larve finché non mordono il bastone per difendersi e possono quindi essere estratti. Questa "pesca alle larve" è molto simile alla "pesca alle termiti" praticata dagli scimpanzé. In natura producono anche strumenti con ramoscelli, steli d'erba o strutture vegetali simili, mentre è stato osservato che gli individui in cattività utilizzano una varietà di materiali, tra cui piume e filo da giardino. Gli strumenti a bastoncino possono essere non agganciati (essendo più o meno dritti e richiedendo solo poche modifiche) oppure agganciati. La costruzione degli strumenti a uncino più complessi comporta tipicamente la scelta di un ramoscello biforcuto da cui vengono rimosse le parti e l'estremità rimanente viene scolpita e affilata. I corvi della Nuova Caledonia utilizzano anche strumenti realizzati con bordi spinati di foglie di pino domestico (Pandanus spp.) mediante strappo e taglio precisi sebbene la funzione degli strumenti fatti di pino non sia compresa.
Mentre i giovani uccelli in natura normalmente imparano a creare strumenti a bastoncino dagli anziani, un corvo della Nuova Caledonia di laboratorio chiamato "Betty" è stato filmato mentre improvvisava spontaneamente uno strumento uncinato da un filo. Si sapeva che questo esemplare non aveva alcuna esperienza precedente poiché era stata allevata in cattività. È stato osservato che i corvi della Nuova Caledonia utilizzano un piccolo strumento facilmente reperibile nell'ambiente in cui vivono per ottenere uno strumento più lungo meno facilmente reperibile, e quindi lo usano per ottenere uno strumento più lungo altrimenti inaccessibile per ottenere cibo che era fuori dalla portata degli strumenti più corti. Un uccello, "Sam", ha trascorso 110 secondi a ispezionare l'apparato prima di completare ciascuno dei passaggi senza errori. Questo è un esempio di uso sequenziale di strumenti, che rappresenta una funzione cognitiva più elevata rispetto a molte altre forme di utilizzo di strumenti ed è la prima volta che questo viene osservato in animali non addestrati. L’uso degli strumenti è stato osservato in un contesto diverso dal foraggiamento, fornendo il primo rapporto sull’uso di strumenti multi-contesto negli uccelli. I corvi della Nuova Caledonia in cattività hanno utilizzato strumenti a bastoncino per stabilire il primo contatto con oggetti nuovi e quindi potenzialmente pericolosi, mentre altri individui sono stati osservati utilizzando uno strumento quando il cibo era a portata di mano ma posizionato accanto a un serpente finto. È stato affermato che "le loro capacità di fabbricazione di utensili [del corvo della Nuova Caledonia] superano quelle degli scimpanzé e sono più simili alla fabbricazione di utensili umani rispetto a quelle di qualsiasi altro animale".
È stato anche osservato che i corvi della Nuova Caledonia eseguivano comportamenti di utilizzo di strumenti che fino a quel momento non erano stati descritti negli animali. Il comportamento è definito "utilizzo dello strumento di inserimento e trasporto". Ciò comporta che il corvo inserisca un bastone in un oggetto e poi cammini o voli via tenendo sia lo strumento che l'oggetto sullo strumento.
Anche i corvi della Nuova Caledonia dimostrano un comportamento di lancio delle prede. La prima prova registrata di questa specie di corvo che dimostra il comportamento di lasciar cadere le prede sulla lumaca Placostylus fibratus in uno studio del 2013. I corvi della Nuova Caledonia lasciavano cadere le lumache da un'altezza particolare su letti rocciosi e la registrazione video mostrava un corvo che lo ripeteva quattro volte dalla stessa altezza.

#### Corvo hawaiano
Gli individui in cattività del corvo hawaiano (Corvus hawaiiensis), in grave pericolo di estinzione, utilizzano strumenti per estrarre il cibo dai fori praticati nei tronchi. I giovani mostrano l'uso di strumenti senza formazione o apprendimento sociale da parte degli adulti. Poiché sono stati testati 104 dei 109 membri sopravvissuti della specie, si ritiene che si tratti di un'abilità estesa a tutta la specie.

#### Altri
Anche altre specie di corvidi, come i corvi comuni (Corvus frugilegus), possono creare e utilizzare strumenti in laboratorio, mostrando un grado di sofisticazione simile a quello dei corvi della Nuova Caledonia. Anche se non è confermato che utilizzassero strumenti in natura, è stato osservato che la ghiandaia azzurra (Cyanocitta cristata) in cattività utilizzava strisce di giornale come strumenti per procurarsi il cibo.
Vari corvidi hanno preso delle pietre da collocare in un recipiente pieno d'acqua in modo da alzare il livello della superficie per bere da esso o accedere a un dolcetto galleggiante, mettendo in scena la favola del corvo e della brocca di Esopo.
È stato osservato che un Corvus brachyrhynchos modifica e utilizza un pezzo di legno come sonda. È stato osservato che la Cyanocorax yncas utilizzava bastoncini come strumenti per estrarre gli insetti dalla corteccia degli alberi. I corvi beccogrosso nelle aree urbane del Giappone sono stati filmati mentre utilizzavano una tecnica innovativa per rompere noci dal guscio duro lasciandole cadere sulle strisce pedonali e lasciando che venissero investite e rotte dalle auto. Quindi recuperano i pezzi rotti quando le auto si fermano al semaforo rosso. Le cornacchie grigie (Corvus cornix) usano l'esca per catturare i pesci. Gli individui (che potrebbero aver osservato i pesci nutriti con il pane dagli esseri umani) metteranno il pane nell'acqua per attirare i pesci.
I corvi comuni (Corvus corax) sono una delle poche specie che costruiscono i propri giocattoli. Sono stati osservati spezzare ramoscelli per giocare socialmente. Un corvide è stato filmato mentre scivolava ripetutamente giù da un tetto coperto di neve mentre si teneva in equilibrio su un coperchio o un vassoio. Un'altra incidenza di gioco negli uccelli è stata filmata mostrando un corvide che gioca con una pallina da ping pong in collaborazione con un cane, un raro esempio di utilizzo di strumenti a scopo di gioco. Le ghiandaie azzurre, come altri corvidi, sono molto curiose e sono considerate uccelli intelligenti. Le giovani ghiandaie azzurre afferrano per gioco oggetti dai colori vivaci o riflettenti, come tappi di bottiglia o pezzi di carta stagnola, e li portano in giro finché non perdono interesse.

### Uccelli canori

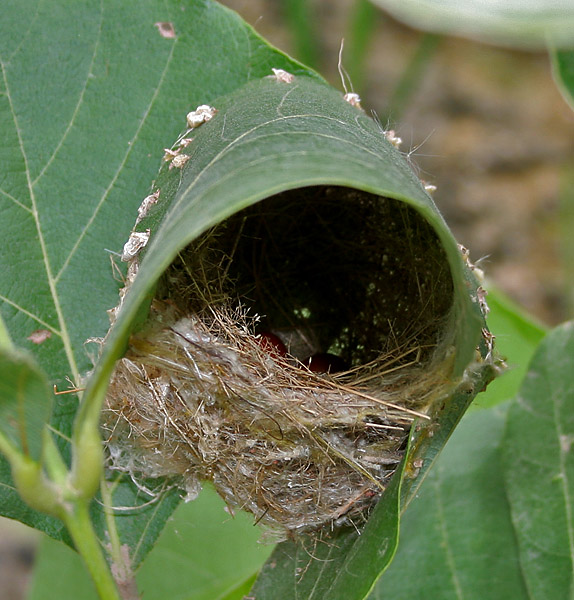
Una sacca creata da un uccello sarto con una foglia, allo scopo di contenere il suo nido.

L'uccello sarto (genere Orthotomus) prende una grande foglia in crescita (o due o più piccole) e con il suo becco affilato perfora i bordi opposti. Quindi afferra la seta del ragno, la seta dei bozzoli o le fibre vegetali con il becco, tira questo "filo" attraverso i due fori e lo annoda per impedirgli di passare (sebbene l'uso dei nodi sia controverso). Questo processo viene ripetuto più volte fino a quando la foglia o le foglie formano una sacca o una tazza in cui l'uccello costruisce poi il suo nido. Le foglie sono cucite insieme in modo tale che le superfici superiori siano rivolte verso l'esterno rendendo la struttura difficile da vedere. Le forature praticate sul bordo delle foglie sono minute e non provocano l'imbrunimento delle foglie, favorendo ulteriormente la mimetizzazione. I processi utilizzati dal sarto sono stati classificati come cucito, rivettatura, allacciatura e stuoia. Una volta eseguita la cucitura, le fibre si gonfiano all'esterno e in effetti assomigliano più a dei rivetti. A volte le fibre di un rivetto si estendono in una foratura adiacente e sembrano più simili a cuciture. Ci sono molte varianti nel nido e ad alcuni può mancare del tutto la culla delle foglie. Si ritiene che solo la femmina esegua questo comportamento di cucito. Il nome binomiale latino dell'uccello sarto comune, Orthotomus sutorius, significa "calzolaio" o "ciabattino" piuttosto che sarto. Anche alcuni uccelli del genere Prinia praticano questo comportamento di cucito.

### Picchi muratori dalla testa bruna
È stato osservato che i picchi muratori dalla testa bruna (Sitta pusilla) utilizzano metodicamente pezzi di corteccia per rimuovere altre scaglie di corteccia da un albero. Gli uccelli inseriscono il pezzo di corteccia sotto una scaglia di corteccia attaccata, usandolo come un cuneo e una leva, per far uscire gli insetti nascosti. Occasionalmente riutilizzano più volte lo stesso pezzo di corteccia e talvolta volano anche per brevi distanze portando le scaglie di corteccia nel becco. L'origine evolutiva dell'uso di questo strumento potrebbe essere correlata al fatto che questi uccelli spesso incastrano i semi nelle fessure della corteccia per aprirli con il becco, il che può portare alla caduta della corteccia.
I picchi muratori dalla testa bruna utilizzano una scaglia di corteccia anche per nascondere un deposito di semi.

### Cappellacce
Una cappellaccia (Galerida cristata) è stata fotografata mentre apparentemente teneva nel becco una scheggia di pietra che, secondo quanto riferito, veniva utilizzata per rimuovere la preda dalle fughe della pavimentazione.

### Pappagalli
Un esemplare di Nestor notabilis (detto anche kea o chea), un pappagallo di montagna neozelandese, è stato filmato mentre strappava ramoscelli e li inseriva negli spazi vuoti di alcune trappole per ermellino a forma di scatola per attivarle. A quanto pare, l'unico motivo per cui l'uccello ha eseguito questa operazione è la "ricompensa" del suono della trappola quando viene fatta scattare. In un esempio altrettanto raro di preparazione di utensili, è stata osservata una Cacatua goffiniana in cattività che rompeva e "modellava" schegge di legno e piccoli bastoncini per creare "rastrelli" che venivano poi utilizzati per recuperare alimenti altrimenti non disponibili sull'altro lato della rete della voliera. Questo comportamento è stato filmato.
Molti proprietari di pappagalli domestici hanno osservato i loro animali utilizzare vari strumenti per grattarsi varie parti del corpo. Questi strumenti includono piume scartate, tappi di bottiglia, bastoncini di ghiaccioli, fiammiferi, pacchetti di sigarette e noci ancora dotate di guscio.
È stato osservato ripetutamente che gli ara giacinto (Anodorhynchus hyacinthinus) utilizzano strumenti per rompere le noci, ad esempio pezzi di legno. Diversi uccelli hanno avvolto un pezzo di foglia attorno a una noce per tenerla in posizione. Questo comportamento è mostrato anche dai Cacatua delle palme (Probosciger aterrimus). Sembra che l'ara giacinto abbia una tendenza innata a utilizzare strumenti durante la manipolazione delle noci, poiché i giovani ingenui hanno provato una varietà di oggetti in combinazione con le noci.
L'utilizzo di strumenti è stato osservato nella specie kea, in cui un esemplare di nome Bruce, che aveva la parte del becco superiore rotto, ha incastrato dei sassolini tra la lingua e la mandibola inferiore e quindi ha utilizzato questa disposizione per aiutarsi con le proprie abitudini di pavoneggiarsi.
L'uso di strumenti è stato osservato anche nella Cacatua goffiniana in cattività. È stato riferito nel novembre 2012 dalla professoressa Alice Auersperg dell'Università di Vienna, che un gallo di nome Figaro è stato osservato mentre modellava spontaneamente schegge di legno e bastoncini per creare "rastrelli" che venivano poi utilizzati per estendere la sua portata e recuperare cibo altrimenti non disponibile e oggetti situati sull'altro lato della rete della sua voliera.
Nel luglio 2013 sono stati annunciati i risultati di uno studio congiunto che ha coinvolto scienziati dell'Università di Oxford, dell'Università di Vienna e del Max Planck Institute, coinvolgendo nuovamente le Cacatua goffiniana del Vienna Goffin Lab. Si è scoperto che gli uccelli possedevano la capacità di risolvere problemi meccanici complessi, in un caso scoprendo spontaneamente come aprire in sequenza un meccanismo di chiusura in cinque parti per recuperare un alimento. Le Cacatua goffiniana erano in grado di adattare molto rapidamente il loro comportamento e di aprire nuovamente la serratura quando le sezioni del meccanismo venivano modificate o riordinate, dimostrando un concetto apparente di lavorare verso un obiettivo particolare e la conoscenza del modo in cui gli oggetti fisici agiscono gli uni sugli altri, piuttosto che semplicemente la capacità di ripetere una sequenza di azioni apprese.
Ulteriori ricerche nel 2020 da parte del team di Auersperg hanno confrontato la capacità di risoluzione dei problemi delle Cacatua goffiniana allevate in cattività presso il Goffin Lab con gli uccelli selvatici catturati a Tanimbar ed esposti alle stesse condizioni sperimentali - in cui gli uccelli sono stati collocati in una "arena dell'innovazione" e hanno presentato una serie di 20 compiti diversi (es. premere un pulsante, girare una ruota, aprire un cassetto, togliere un ramoscello, rovesciare una tazza, aprire una clip, ecc.) a cui potevano scegliere di svolgere, al fine di ottenere un ricompensa alimentare. Si è scoperto che mentre le Cacatua goffiniana selvatiche erano meno propense a interagire con l'apparato di prova, quelle che lo facevano risolvevano i compiti presentati a una velocità simile agli uccelli allevati in cattività.
Sono state osservate anche le Cacatua goffiniana selvatiche mentre modellavano bastoncini di diverse dimensioni per creare una serie di strumenti che permettessero loro di mangiare i semi di Cerbera manghas.

### Capovaccai
Quando un capovaccaio (Neophron percnopterus) incontra un grande uovo, prende una pietra nel becco e la lancia con forza contro l'uovo finché il guscio non si rompe, di solito impiegando pochi minuti. Questo comportamento, segnalato per la prima volta nel 1966, sembra essere in gran parte innato e viene mostrato da individui primitivi. La sua origine potrebbe essere legata al lancio delle uova; le pietre arrotondate (a forma di uovo) sono preferite a quelle frastagliate.
In una piccola popolazione della Bulgaria, il capovaccaio utilizza ramoscelli per raccogliere la lana di pecora per imbottire i propri nidi. Sebbene sia i ramoscelli che la lana possano servire come materiale per la nidificazione, questo sembra essere un uso intenzionale di strumenti. Gli uccelli si avvicinavano ai pezzetti di lana di scarto con un ramoscello nel becco, che veniva poi usato come rastrello, per raccogliere la lana in mucchi, oppure per arrotolarla. La lana veniva raccolta solo dopo che aveva avuto luogo la tosatura delle pecore, ma non dopo che la lana era stata semplicemente depositata nei recinti.

### Rapaci foraggiatori di fuoco
In Australia il nibbio bruno (Milvus migrans), il Haliastur sphenurus e il Falco berigora non solo sono attratti dagli incendi (poiché li sfruttano per procurarsi il cibo), ma usano in vario modo i loro becchi o artigli per trasportare bastoncini ardenti in modo da diffondere maggiormente il fuoco, complicando gli sforzi umani per contenere gli incendi utilizzando viali tagliafuoco.

### Gufi
Le civette delle tane (Athene cunicularia) raccolgono spesso sterco di mammiferi, che usano come esca per attirare gli scarabei stercorari, una delle loro principali prede.

### Gabbiani
È noto che i gabbiani lasciano cadere gusci di molluschi su superfici pavimentate e dure come le strade. Le loro abitudini di caduta sono simili a quelle dei corvidi, nel senso che le cadute ripetute consentono ai gabbiani di avere un accesso più facile verso la loro preda. Alcune specie (ad esempio il gabbiano reale) hanno mostrato comportamenti di utilizzo di strumenti, ad esempio utilizzando pezzi di pane come esca per catturare pesci rossi.

#### Gabbiani del Kelp
I gabbiani del Kelp sono tra i gabbiani più famosi che hanno mostrato la capacità di lanciare prede dall'alto per spezzare ad esempio i gusci che le contengono. Questi gabbiani sono noti per apprendere le loro abilità nel lasciar cadere le prede studiando gli altri gabbiani intorno a loro e sono in grado di affinare questo comportamento a proprio vantaggio. Di solito spezzano la preda lanciandola su superfici dure, come rocce, asfalto e persino tetti di case e automobili. I gabbiani del Kelp normalmente rilasciano cozze nere e i siti di rilascio vengono normalmente scelti in base a quanto bene spezzerebbero la preda e alla quantità di cleptoparassiti presenti nell'area, poiché altri gabbiani potrebbero cogliere l'occasione per rubare la preda di un individuo. Il comportamento di caduta della preda si verifica in qualsiasi periodo dell'anno, ma è più diffuso in inverno durante le ore di bassa marea, molto probabilmente a causa del maggiore accesso alle cozze più grandi. I gabbiani del Kelp voleranno per oltre 0,5 km verso un substrato preferito su cui spezzare la preda. L'altezza da cui viene lasciata cadere la preda aumenterà dopo ogni caduta di essa, in altre parole il gabbiano la lascerà cadere da una certa altezza e se la preda non si spezza la riprenderà e la farà cadere da una maggiore altezza. Una volta caduta la preda, il gabbiano scenderà il più rapidamente possibile per riprenderla. Ciò probabilmente preverrà il cleptoparassitismo, che è molto comune nella caccia alle prede. In media, un gabbiano del Kelp scenderà a una velocità media di 4 m/s rispetto alla caduta della preda di 5 m/s, che consente al gabbiano di raggiungere il suolo circa 0,5 secondi dopo che la preda è atterrata in superficie. I gabbiani del Kelp adulti hanno un tasso di successo più elevato nel rompere e ottenere la preda mentre la lasciano cadere rispetto ai gabbiani del Kelp giovani.

#### Gabbiani occidentali
I gabbiani occidentali sono una delle tante specie di gabbiani che è stata osservata lasciare cadere la preda a terra per spezzarne il guscio e potersene cibare. Uno studio ha osservato che uno dei fattori principali che influenzano il comportamento di caduta della preda in questi gabbiani aveva a che fare con la massa e le dimensioni della preda lasciata cadere. Quando si eseguiva uno studio utilizzando vongole Washington (Saxidomus nuttalli) di diverse dimensioni, normalmente venivano beccate le vongole più piccole. Le vongole più grandi, tuttavia, venivano lasciate cadere a meno che non fossero troppo pesanti da trasportare, di solito se superavano cioè i 268 grammi di peso. Il comportamento di caduta differisce tra i gabbiani occidentali adulti e immaturi. Tutti i gabbiani occidentali adulti studiati hanno mostrato un comportamento di caduta delle prede, da una distanza media di 118 metri dal punto in cui erano stati originariamente recuperati. Nello studio, la caduta è avvenuta su distese fangose o in un parcheggio, che era correlato al peso delle vongole, il cui peso medio era rispettivamente di 106,7 g e 134,3 g. I gabbiani immaturi invece sono molto più goffi nell'abbaiare e solo il 55% dei giovani gabbiani occidentali osservati ha mostrato questo comportamento. Anche i gabbiani giovani non sembravano avere una correlazione tra il peso della vongola e l'altezza alla quale questa era stata lasciata cadere, anche se si nota che i gabbiani più giovani sembravano lasciare cadere la preda ad altezze molto più basse rispetto ai loro coetanei più anziani. Ciò potrebbe essere la prova che i giovani gabbiani apprendono questo comportamento attraverso tentativi ed errori. La bassa altezza dalla quale vengono lasciate cadere le vongole può anche determinare il numero di volte in cui i gabbiani più giovani hanno dovuto abbandonare la preda. I gabbiani occidentali immaturi tendono a lasciar cadere la preda più frequentemente rispetto ai gabbiani più anziani, molto probabilmente a causa dell'incoerenza nell'altezza di caduta. A differenza della maggior parte degli uccelli che lasciano cadere la preda, i gabbiani occidentali sembrano in realtà preferire substrati più morbidi rispetto a substrati più grandi, e sembrano lasciarla cadere solo su superfici dure se essa è più pesante.

#### Gabbiani comuni
Nelle osservazioni effettuate in Europa centrale, un gabbiano comune di due anni è stato visto prendere una piccola cozza d'acqua dolce a circa 60 piedi (circa 18 metri) di altezza per farlo cadere su una strada asfaltata. Non si sa quanto successo abbia avuto il gabbiano poiché un corvo vicino rubò la cozza. Questa è stata la prima volta che è stato registrato il lancio di prede in questa specie di gabbiani. È probabile che questo comportamento non sia comune in questa specie, poiché non ci sono altre prove che i gabbiani dalla testa nera abbandonino le prede. È più probabile che questa osservazione fosse dovuta al fatto che durante questo studio era presente un folto gruppo di cornacchie, e può darsi che il gabbiano osservato stesse imitando il comportamento di lancio delle prede delle cornacchie vicine. Infatti dopo che il gabbiano ha lasciato cadere la cozza, non ha fatto alcun movimento per cercare di afferrarla al fine di farle fare un'altra caduta per poterla rompere e cibarsene. Tuttavia, poiché non è stato osservato solo un singolo gabbiano comune, ma anche un giovane esemplare, è possibile che la caduta delle prede abbia avuto successo anche in altri membri di questa specie.

#### Gabbiani fuligginosi
Nel 2009, due gabbiani fuligginosi vicino a Hamata, in Egitto, sono stati visti lasciar cadere le prede su una striscia di barriera corallina. A differenza degli altri gabbiani, hanno volato solo per circa 6 metri di altezza e hanno rotto i molluschi in una sola caduta, al primo tentativo. Tutti i tentativi hanno avuto successo.

### Aironi
L'airone verde (Butorides virescens) e la sua specie sorella, l'airone striato (Butorides striata), sono stati registrati mentre utilizzavano cibo (croste di pane, insetti, foglie e altro) come esca per attirare i pesci, che poi catturavano e mangiavano.

## Nei rettili
Un documento del 2013 suggeriva che gli Alligator mississippiensis e i Crocodylus palustris che vivevano vicino alle colonie di uccelli usavano ramoscelli e bastoncini come esca per catturare gli uccelli nidificanti. Tuttavia, uno studio del 2019 non ha trovato alcun supporto sul fatto che gli alligatori utilizzassero bastoncini come esche o che il predatore stesse tenendo conto del comportamento stagionale degli uccelli, come suggerito nel documento originale. Alla volta del 2023 non ci sono prove dell'uso di strumenti nei rettili.

## Nei pesci
Diverse specie di pesci utilizzano strumenti per cacciare e aprire i molluschi, estrarre cibo che altrimenti non potrebbero raggiungere o liberare un'area per la nidificazione. Tra i cefalopodi (e forse in modo unico o in una misura inosservata tra gli invertebrati), è noto che i polpi utilizzano strumenti relativamente di frequente. Raccolgono infatti gusci di cocco per creare un riparo o utilizzano rocce per costruire barriere difensive.
Sono state osservate diverse specie di labridi che utilizzano le rocce come incudini per rompere i gusci dei bivalvi (capesante, ricci e vongole). È stato filmato per la prima volta in un Choerodon Anchorago nel 2009 da Giacomo Bernardi. Il pesce solleva la sabbia per dissotterrare il bivalve, lo prende in bocca, nuota per diversi metri fino a una roccia che usa come incudine e fa a pezzi il mollusco con colpi laterali della testa. Questo comportamento è stato registrato in un Choerodon schoenleinii sulla Grande barriera corallina australiana, in un Halichoeres garnoti in Florida e in un Thalassoma hardwicke in un acquario. Queste specie si trovano alle estremità opposte dell'albero filogenetico di questa famiglia, quindi questo comportamento potrebbe essere un tratto profondamente radicato in tutti i labridi.
È stato riferito che le razze d'acqua dolce usano l'acqua come strumento manipolando i loro corpi per dirigere un flusso d'acqua ed estrarre il cibo intrappolato tra le piante.
Prima di deporre le uova su una parete rocciosa verticale, i maschi e le femmine adulti delle castagnole puliscono il sito mediante sabbiatura. I pesci raccolgono la sabbia in bocca e la sputano contro la parete rocciosa. Quindi sventolano l'area con le pinne. Infine rimuovono con la bocca i granelli di sabbia rimasti attaccati alla parete rocciosa.
Il Bujurquina vittata, ciclidi sudamericani, depone le uova su una foglia sciolta. Il maschio e la femmina di una coppia spesso "testano" le foglie prima della deposizione delle uova: tirano, sollevano e girano le foglie candidate, possibilmente cercando di selezionare foglie facili da spostare. Dopo la deposizione delle uova, entrambi i genitori custodiscono le uova. Quando vengono disturbati, i pesci spesso afferrano in bocca un'estremità della foglia che trasporta le uova e la trascinano in luoghi più profondi e sicuri.
I pesci arciere si trovano nelle paludi tropicali di mangrovie dell'India e dell'Australasia. Si avvicinano alla superficie, prendono di mira gli insetti che si siedono sulle piante sopra la superficie, spruzzano loro un getto d'acqua e li afferrano dopo che gli insetti sono stati gettati in acqua. Il getto d'acqua è formato dall'azione della lingua, che preme contro un solco nel palato. Alcuni pesci arciere possono colpire gli insetti fino a 1,5 m sopra la superficie dell'acqua. Usano più acqua, che dà più forza all'impatto, quando mirano a prede più grandi. Alcuni pesci balestra (ad esempio i Pseudobalistes fuscus) soffiano acqua per rivoltare i ricci di mare ed esporre il loro lato ventrale più vulnerabile. Se questi ultimi esempi possano essere classificati come uso di strumenti dipende da quale definizione viene seguita perché non esiste un oggetto intermedio o manipolato, tuttavia, sono esempi di adattamenti naturali altamente specializzati.

## Negli invertebrati

### Cefalopodi

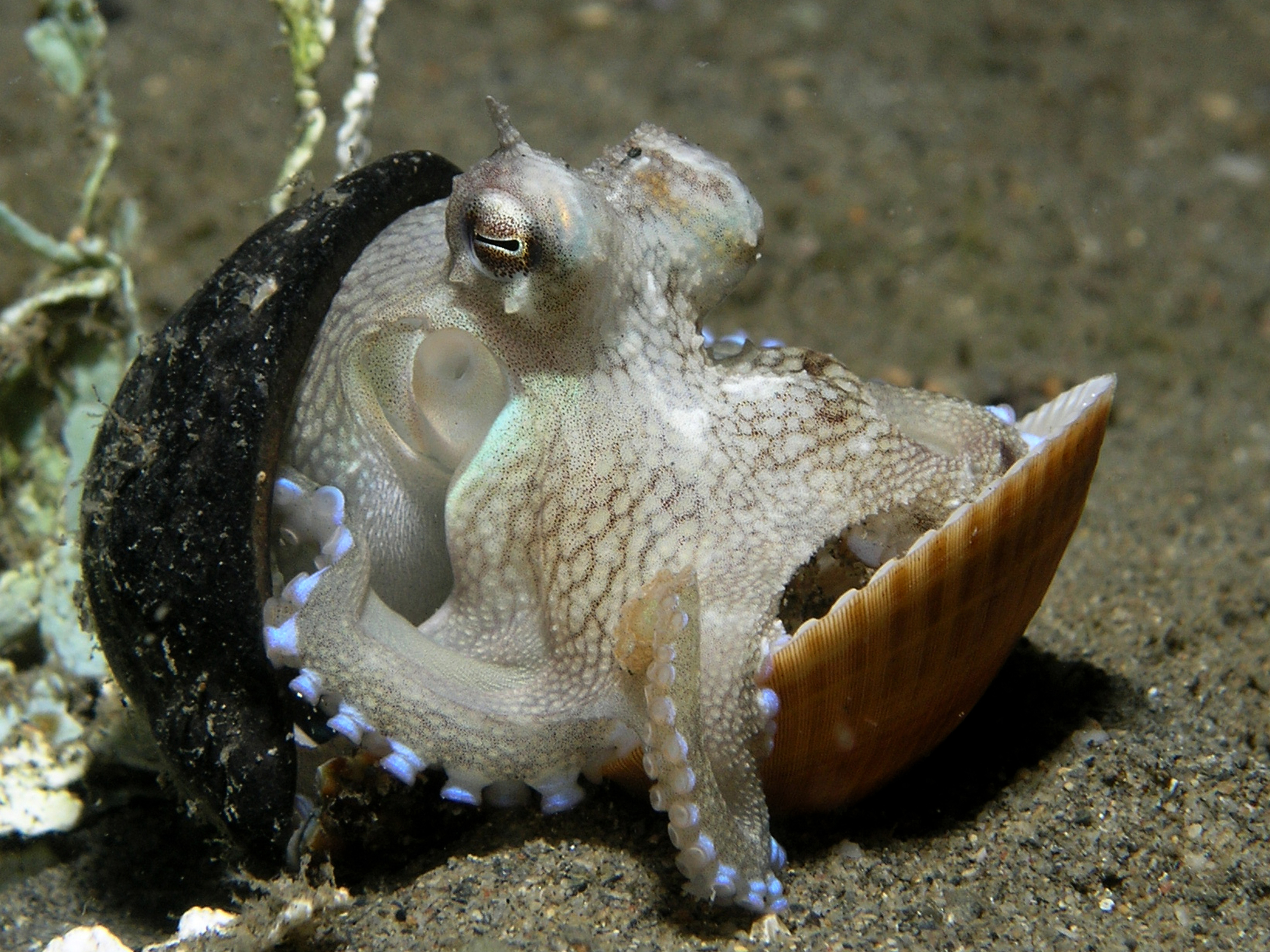
Un piccolo polpo del cocco (4-5 cm di diametro) che utilizza un guscio di noce e un guscio di vongole come riparo.

Sono stati visti almeno quattro individui di polpo del cocco (Amphioctopus marginatus) recuperare gusci di cocco che si trovano nell'oceano (poiché scartati dagli esseri umani), manipolarli, impilarli, trasportarli a una certa distanza (fino a 20 metri) e poi rimontarli per utilizzarli come rifugio in aree dove esistono pochi altri rifugi disponibili. Se dispongono solo di metà noce di cocco, la girano semplicemente e si nascondono sotto di essa. Ma se sono abbastanza fortunati da recuperare due metà, le ri-assemblano nella forma originale della noce di cocco chiusa e si intrufolano all'interno. Questo comportamento è stato filmato. Gli autori dell'articolo di ricerca che mostra questo uso dei polpi delle noci di cocco hanno affermato che questo comportamento rientra nella definizione di utilizzo di strumenti perché i gusci vengono trasportati per un uso successivo. Tuttavia, questo argomento rimane contestato da un certo numero di altri biologi che affermano che i gusci in realtà forniscono una protezione continua dagli abbondanti predatori che vivono sul fondo nel loro areale.
I polpi posizionano deliberatamente pietre, conchiglie e persino pezzi di bottiglia rotta per formare un muro che restringe l'apertura della tana.
Negli studi di laboratorio, è stato osservato che un Octopus mercatoris, una piccola specie pigmeo di polpo, bloccava la sua tana utilizzando un mattoncino Lego di plastica.
Gli individui più piccoli del polpo comune (Tremoctopus violaceus) tengono i tentacoli della Physalia physalis, al cui veleno sono immuni, sia come protezione che come metodo per catturare le prede.

### Insetti
Le formiche della specie Dorymyrmex bicolor raccolgono pietre e altri piccoli oggetti con le loro mandibole e li lasciano cadere lungo gli ingressi verticali delle colonie rivali, consentendo alle operaie di cercare cibo senza concorrenza.
È noto che diverse specie di formiche utilizzano detriti del substrato come fango e foglie per trasportare l'acqua al loro nido. Uno studio del 2017 ha riferito che quando a due specie di formiche Aphaenogaster vengono offerti oggetti naturali e artificiali come strumenti per questa attività, scelgono oggetti con una buona capacità di ammollo. Le formiche sviluppano una preferenza per strumenti artificiali che non possono essere trovati nel loro ambiente naturale, indicando plasticità nel loro comportamento nell'uso degli strumenti.
Le vespe da caccia del genere Prionyx utilizzano pesi (come sedimenti compattati o un piccolo ciottolo) per depositare la sabbia che circonda una tana contenente uova e prede vive al fine di mimetizzarsi e sigillare l'ingresso. La vespa fa vibrare i muscoli delle ali con un ronzio udibile mentre sostiene il peso nelle mandibole e applica tale peso alla sabbia che circonda la sua tana, facendo vibrare la sabbia stessa e depositandola. Un'altra specie di vespa (la Ammophila) usa i ciottoli per chiudere gli ingressi delle tane.
Alcune specie di grilli costruiscono dei deflettori acustici con le foglie delle piante per amplificare i suoni che producono per la comunicazione durante l'accoppiamento. Fu nel 1975 che gli scienziati osservarono per la prima volta l'Oecanthus burmeisteri e altre due specie di grilli sudafricani mentre cantavano in questo modo.
Gli insetti possono anche imparare a usare alcuni strumenti. Uno studio del 2017 ha dimostrato che i bombi della specie Bombus terrestris hanno imparato a spostare una pallina di legno verso un obiettivo per ottenere una ricompensa di saccarosio.